# Pontiac Bonneville

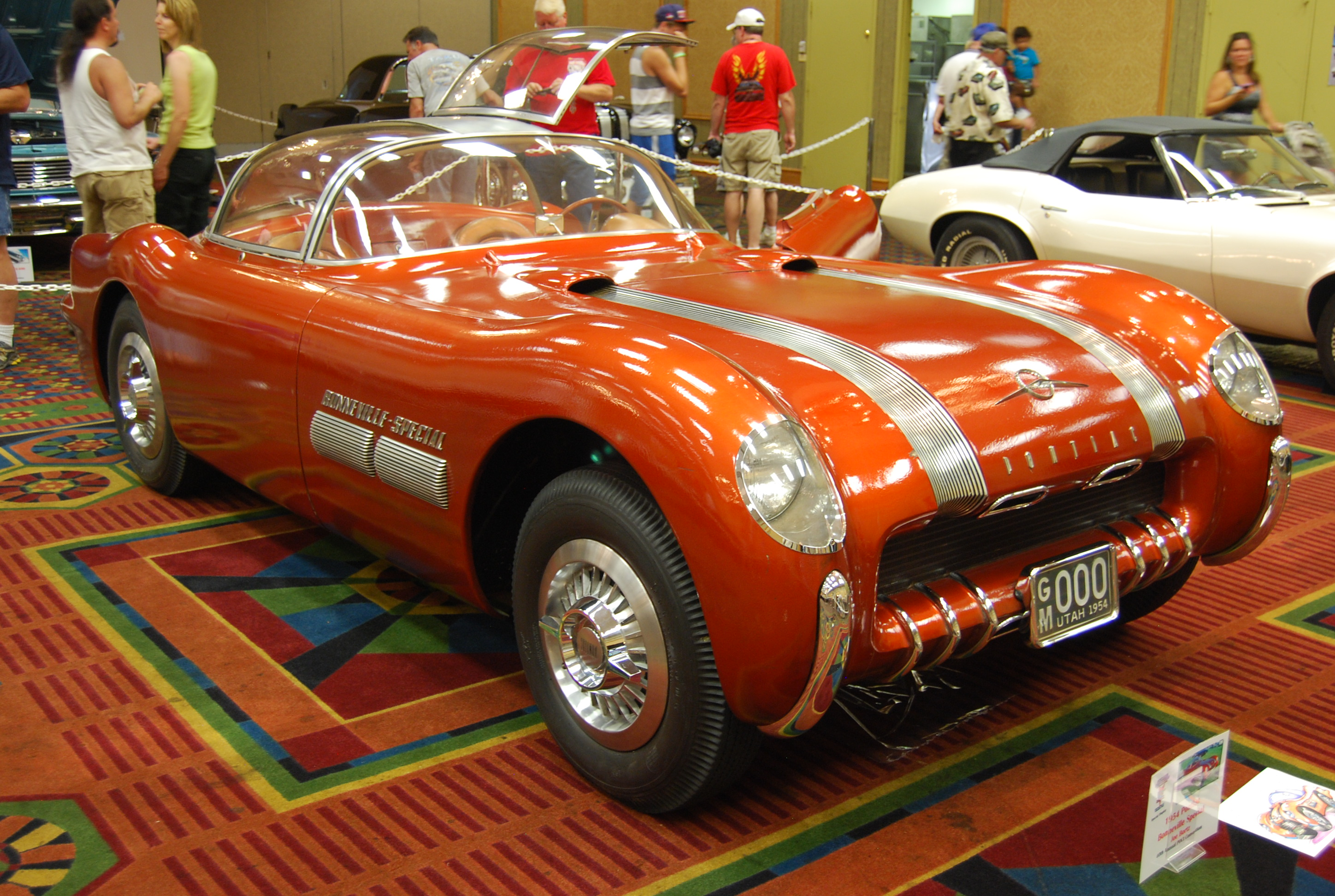
1954 Pontiac Bonneville Special

Pontiac Bonneville — серия полноразмерных автомобилей, выпускавшихся компанией Pontiac с 1957 по 1981 и с 1987 по 2005 год. С 1982 по 1986 год выпускались среднеразмерные автомобили.
Название Bonneville автомобиль получил в честь озера Бонневилль в штате Юта и в честь офицера армии США Бенджамина Бонневиля.

## Первое поколение (1958)
Первое поколение автомобилей Pontiac Bonneville выпускалось в 1958 году. Автомобиль выпускался в виде хардтопа или кабриолета. Цены составляли 3586 долларов.
За всю историю производства автомобиль оснащался двигателями внутреннего сгорания Tri-Power и Rochester мощностью 255—310 л. с. при 3000 об/мин. Степень сжатия составляла 10,5:1.

### Галерея

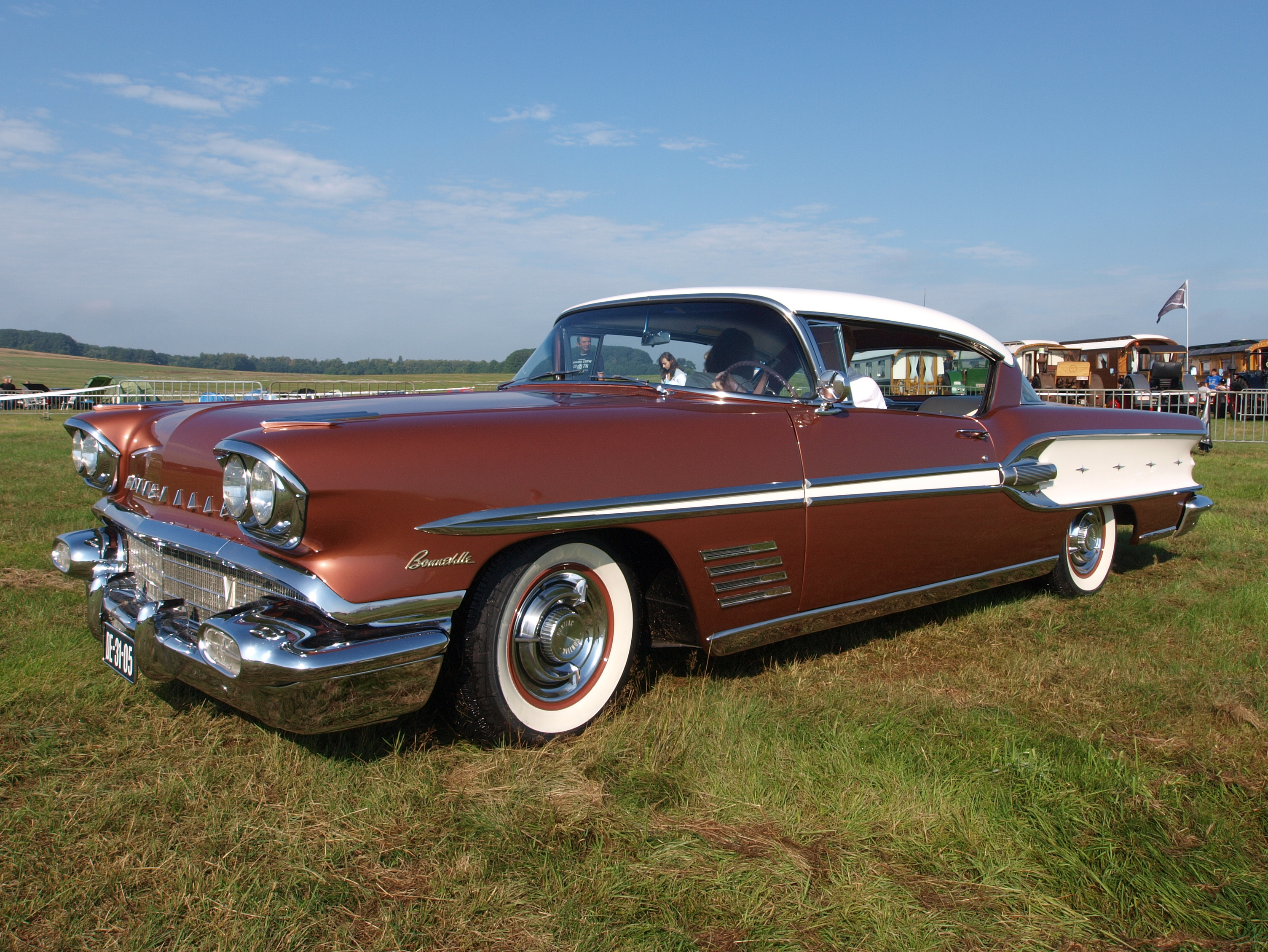
Pontiac Bonneville Catalina
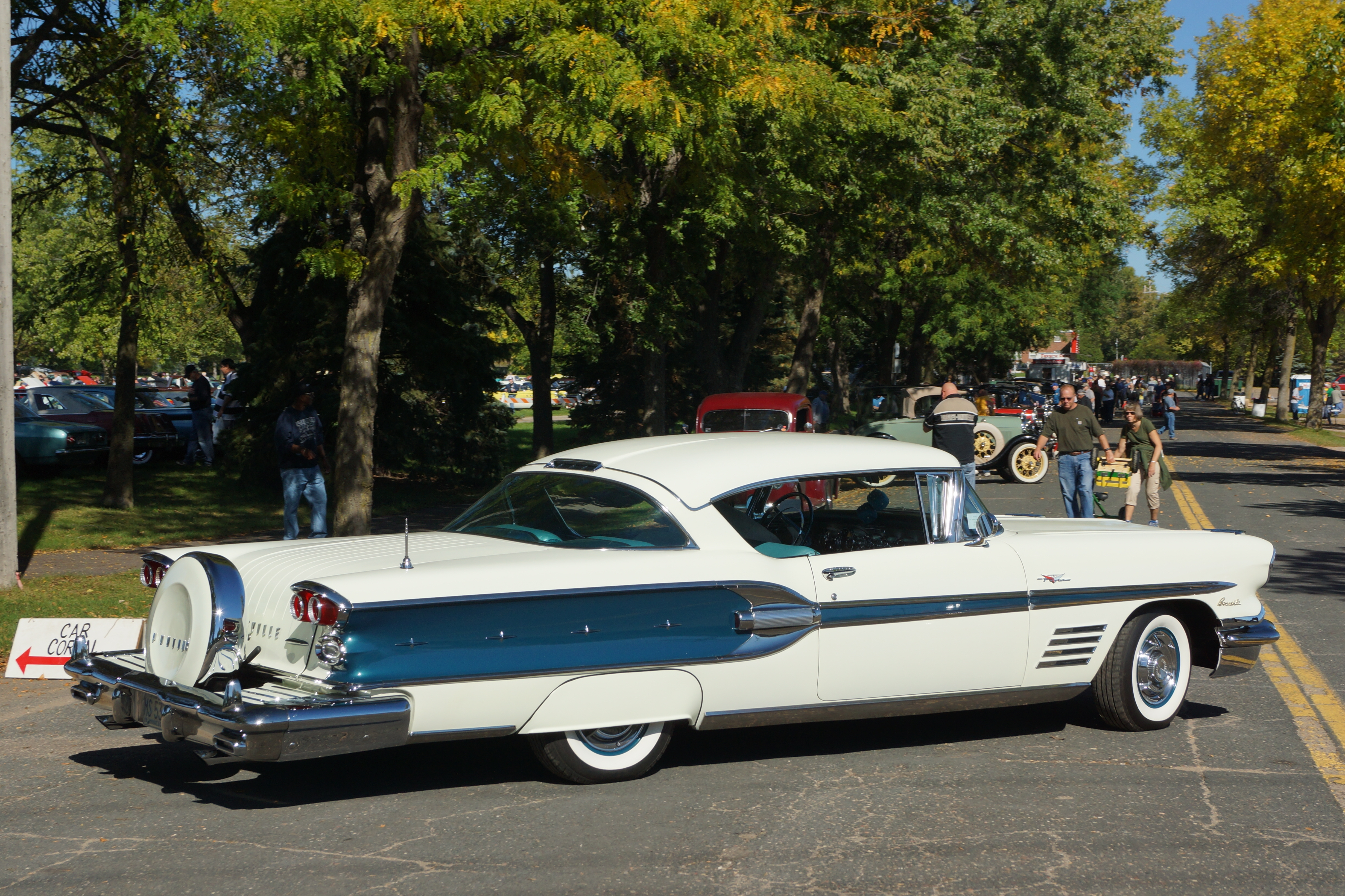
Вид сзади
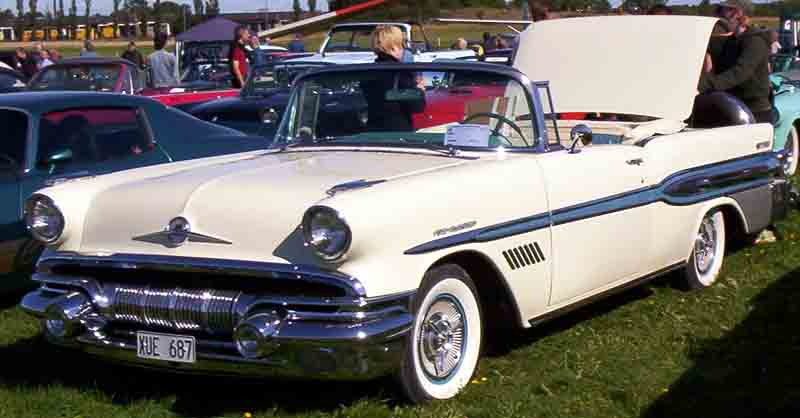
Кабриолет
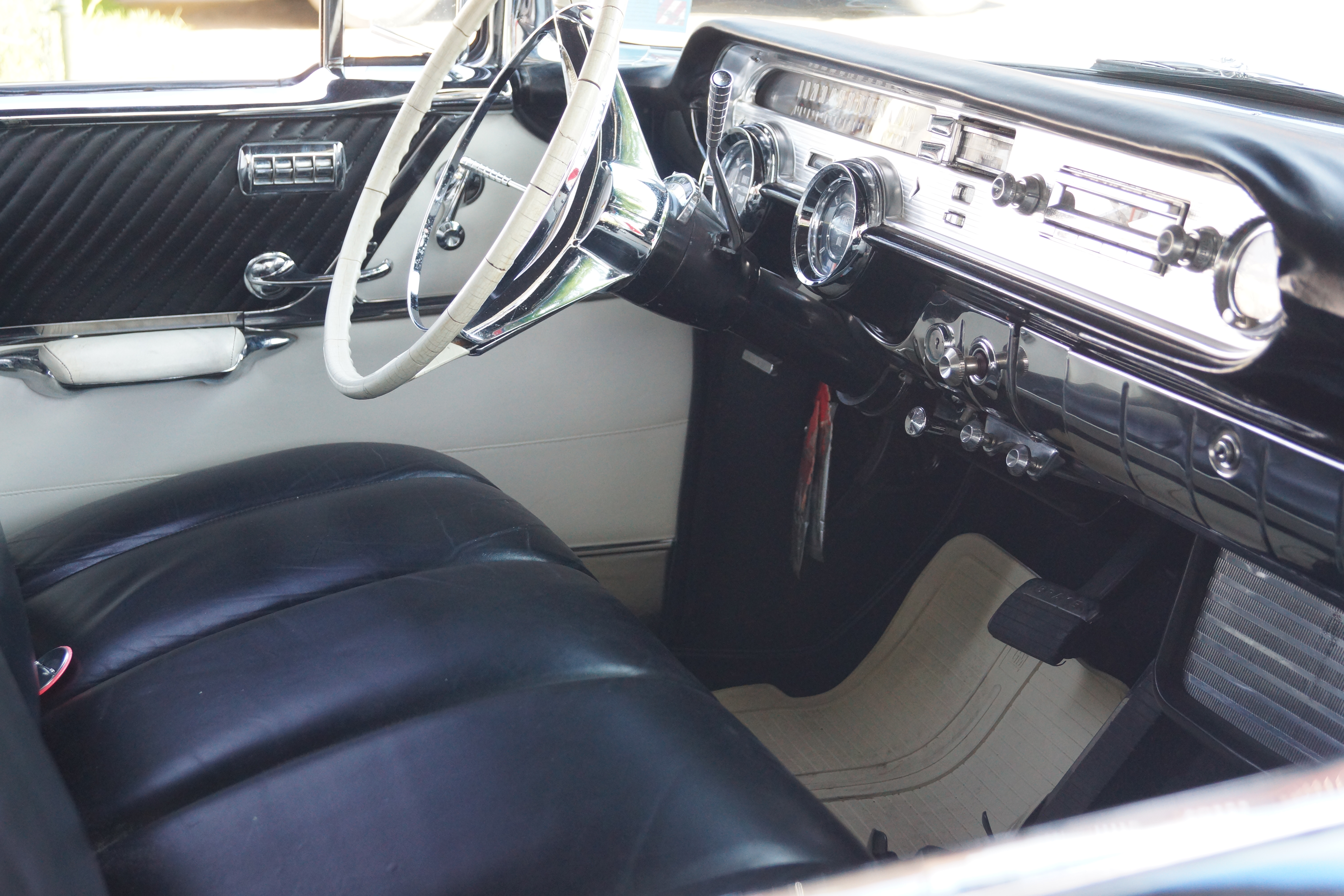
Место водителя

## Второе поколение (1959—1960)
Второе поколение автомобилей Pontiac Bonneville выпускалось с 1959 по 1960 год в кузовах седан и универсал. В автомобиль был встроен дифференциал с повышенным внутренним сопротивлением Safe-T-Track, который минимизирует пробуксовку колёс.

### Галерея

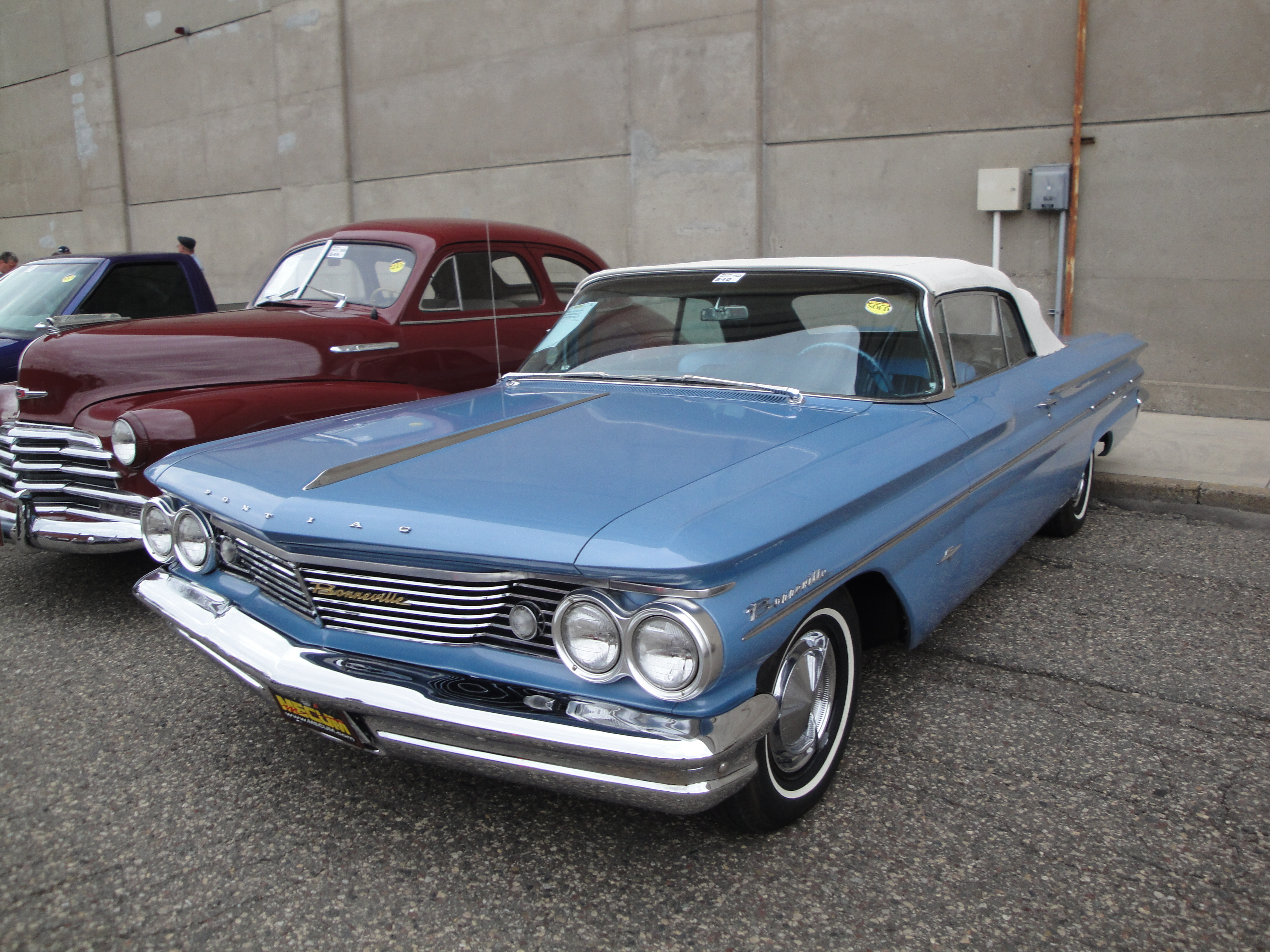
Pontiac Bonneville
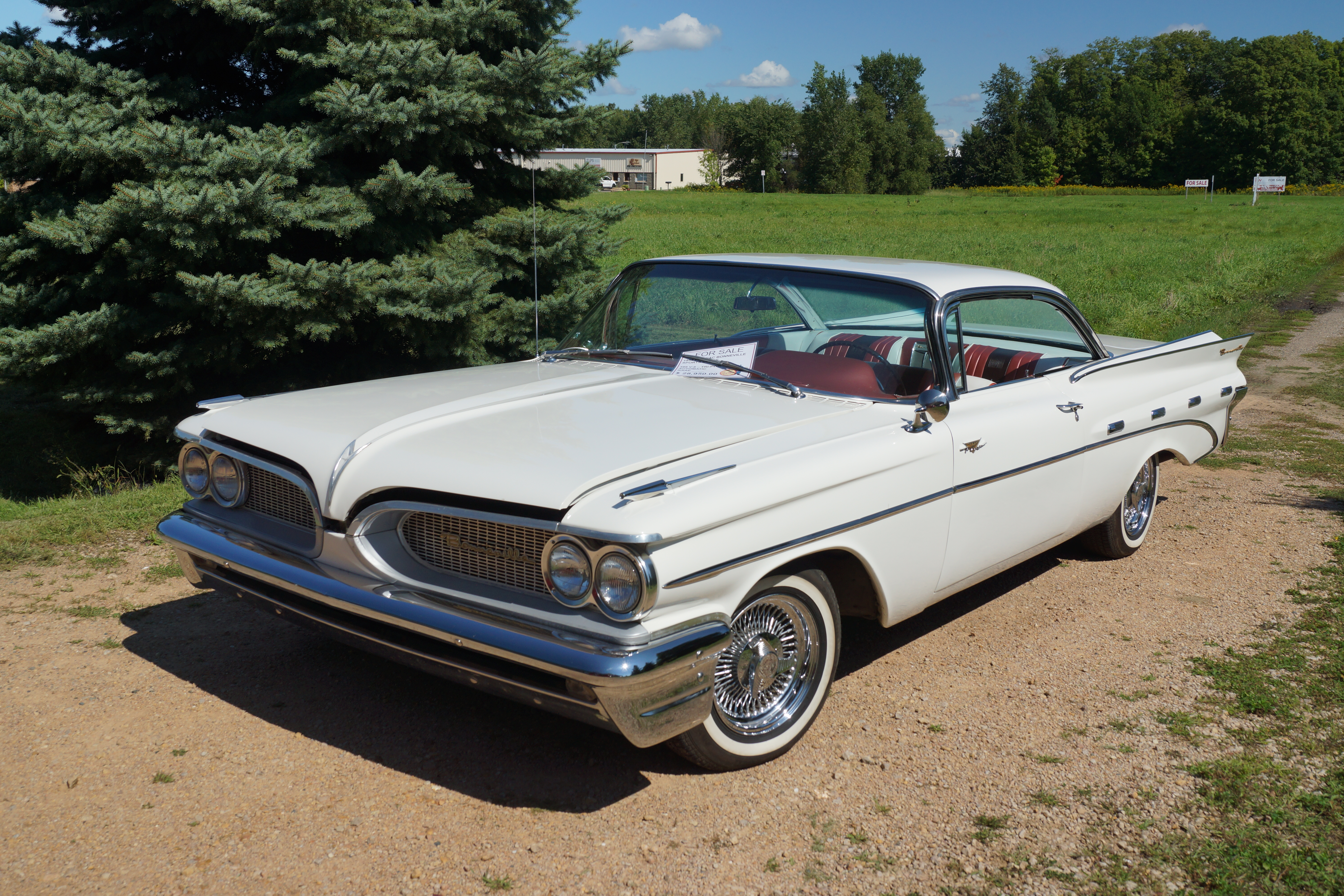
Купе
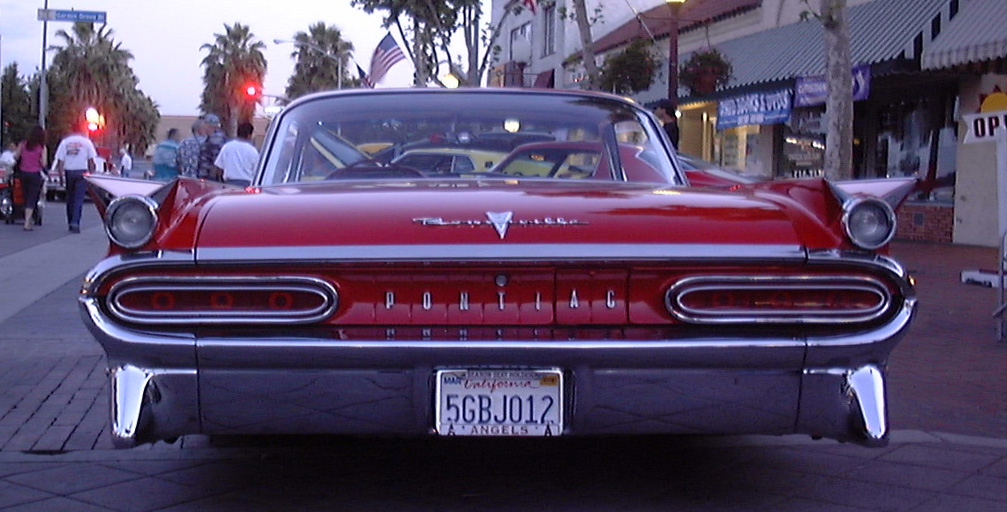
Вид сзади
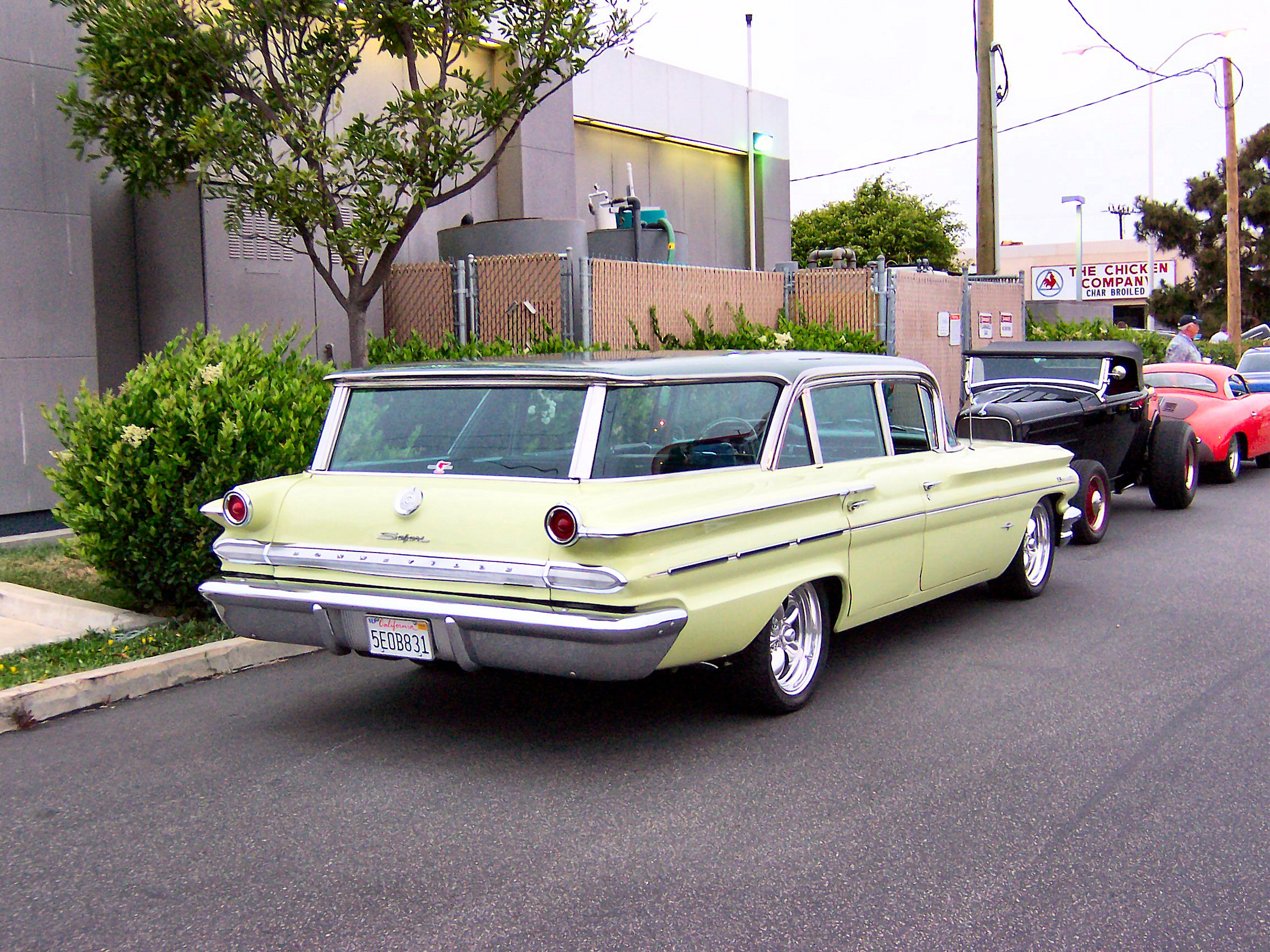
Универсал
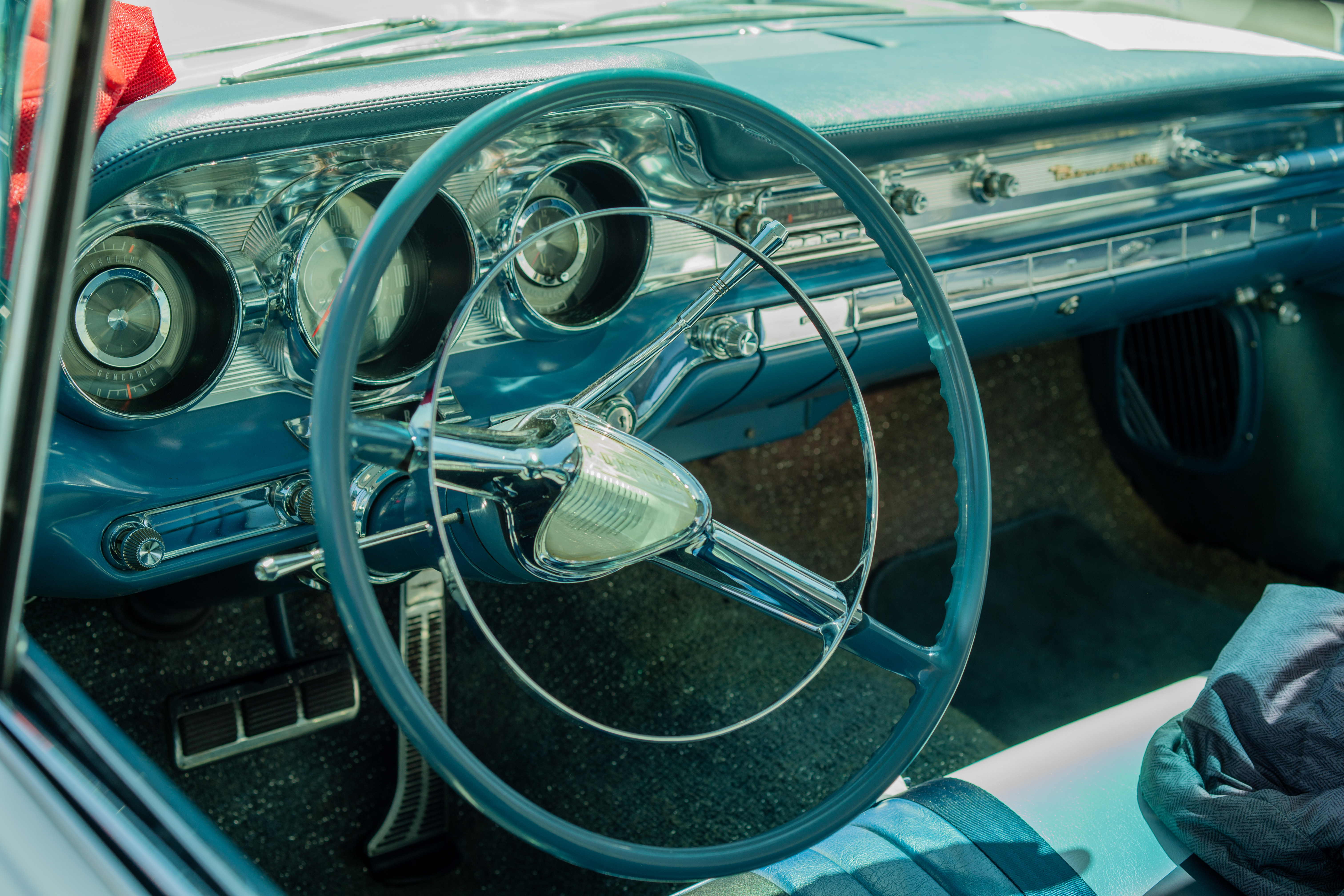
Место водителя

## Третье поколение (1961—1964)
Третье поколение автомобилей Pontiac Bonneville выпускалось с 1961 по 1964 год, причём с 1962 года — параллельно с Pontiac Grand Prix, у которого аналогичный интерьер, но укороченная колёсная база.

### Галерея

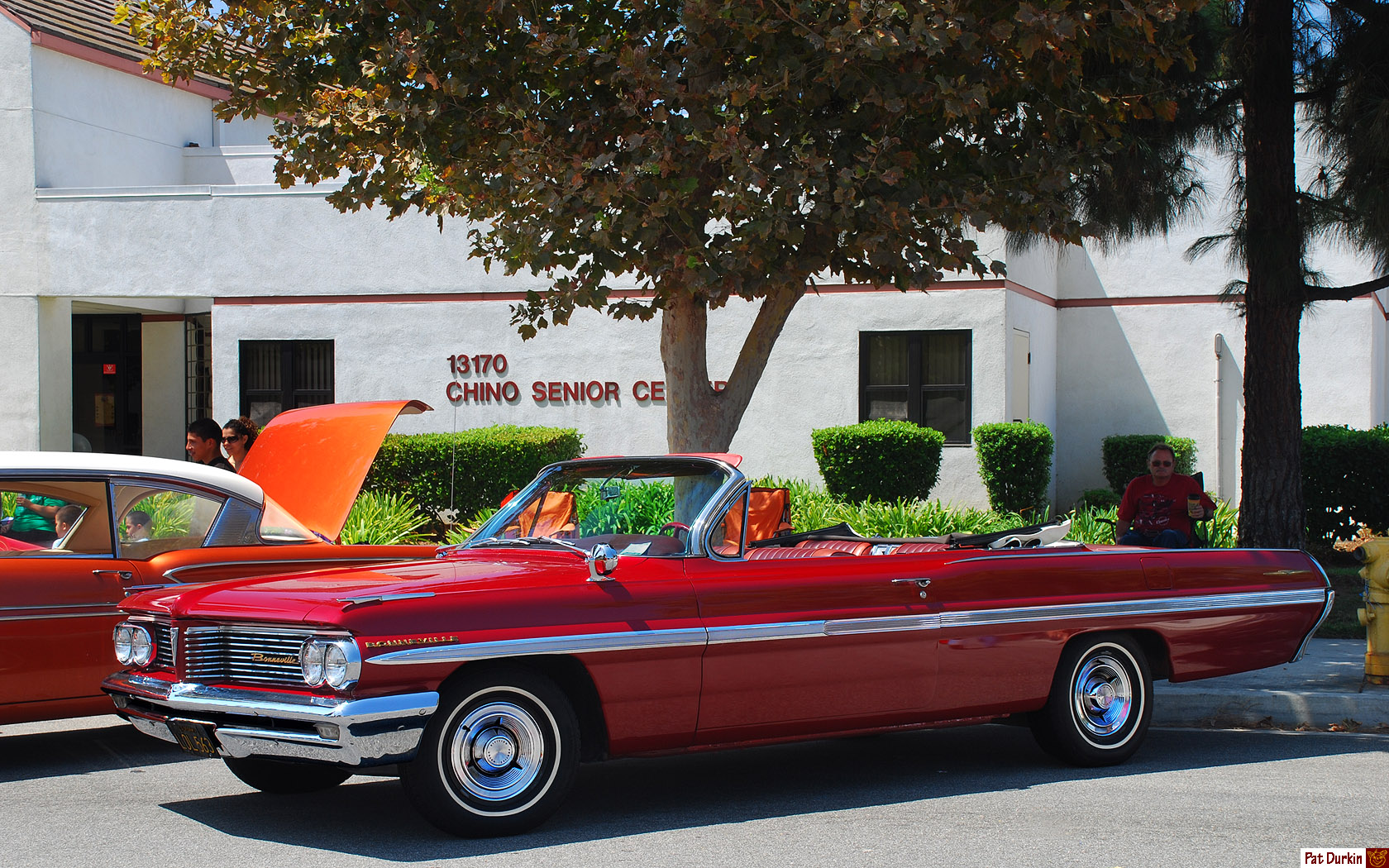
Кабриолет
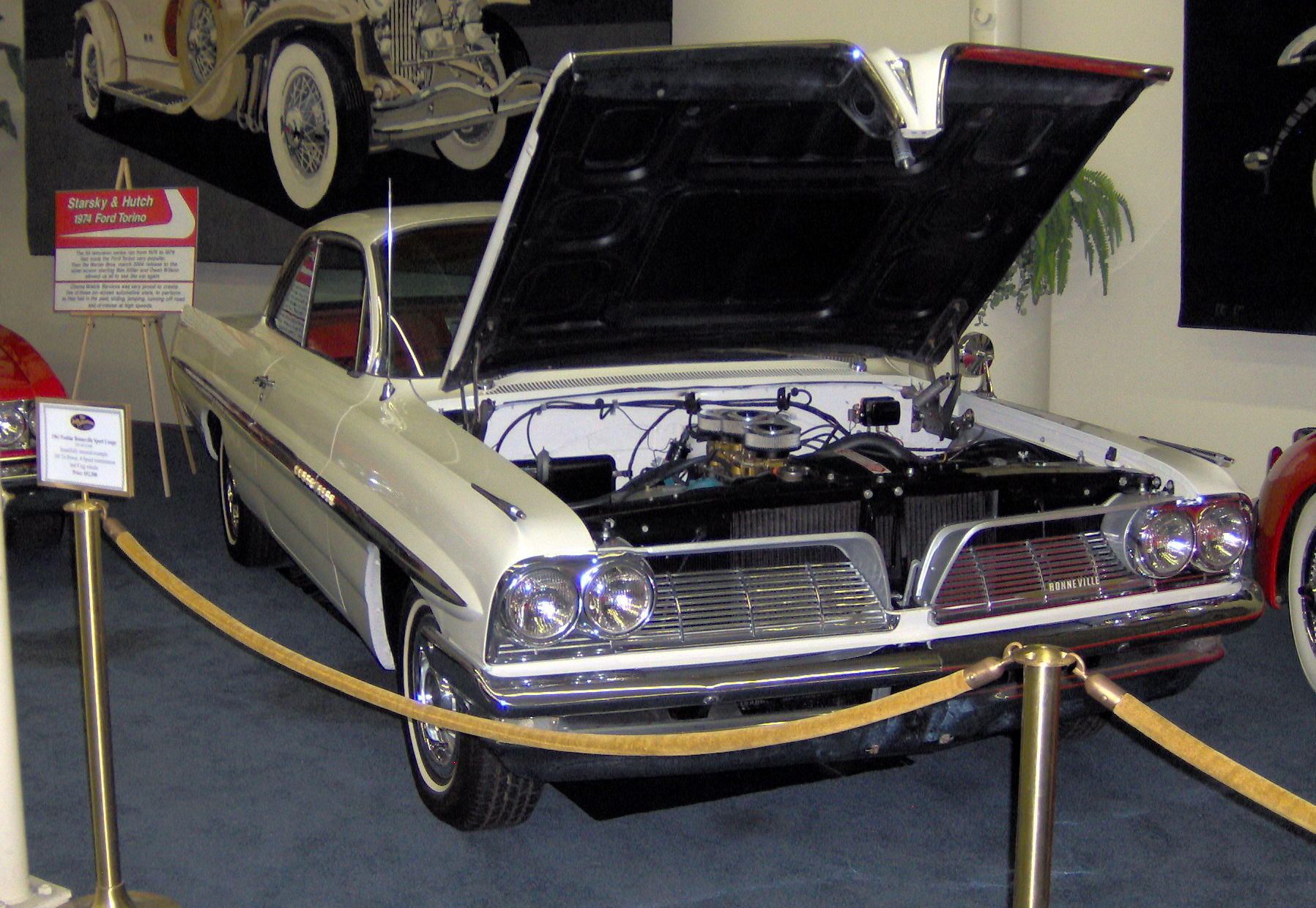
Купе с двигателем Tri-Power
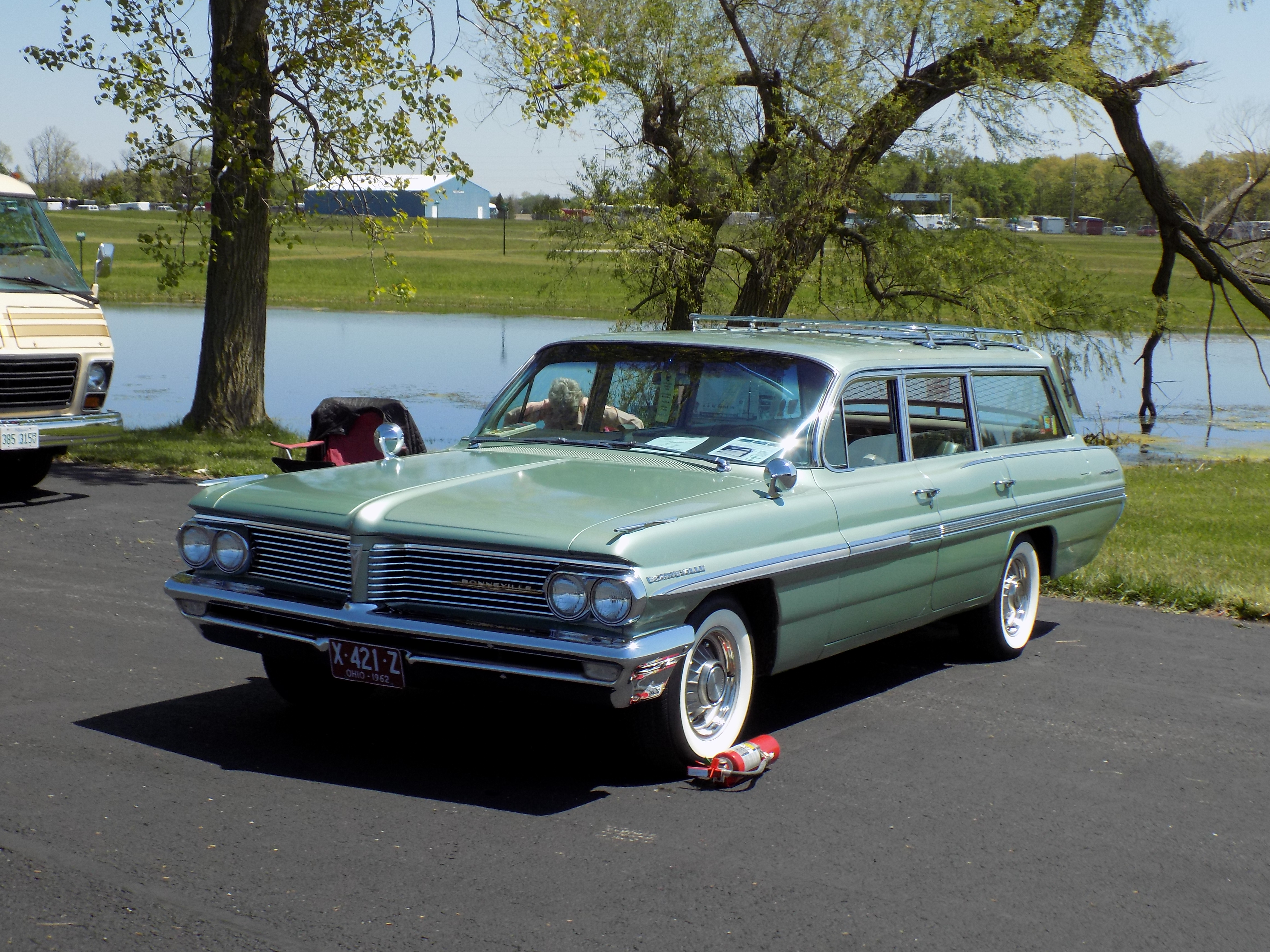
1962 Pontiac Bonneville Custom Safari
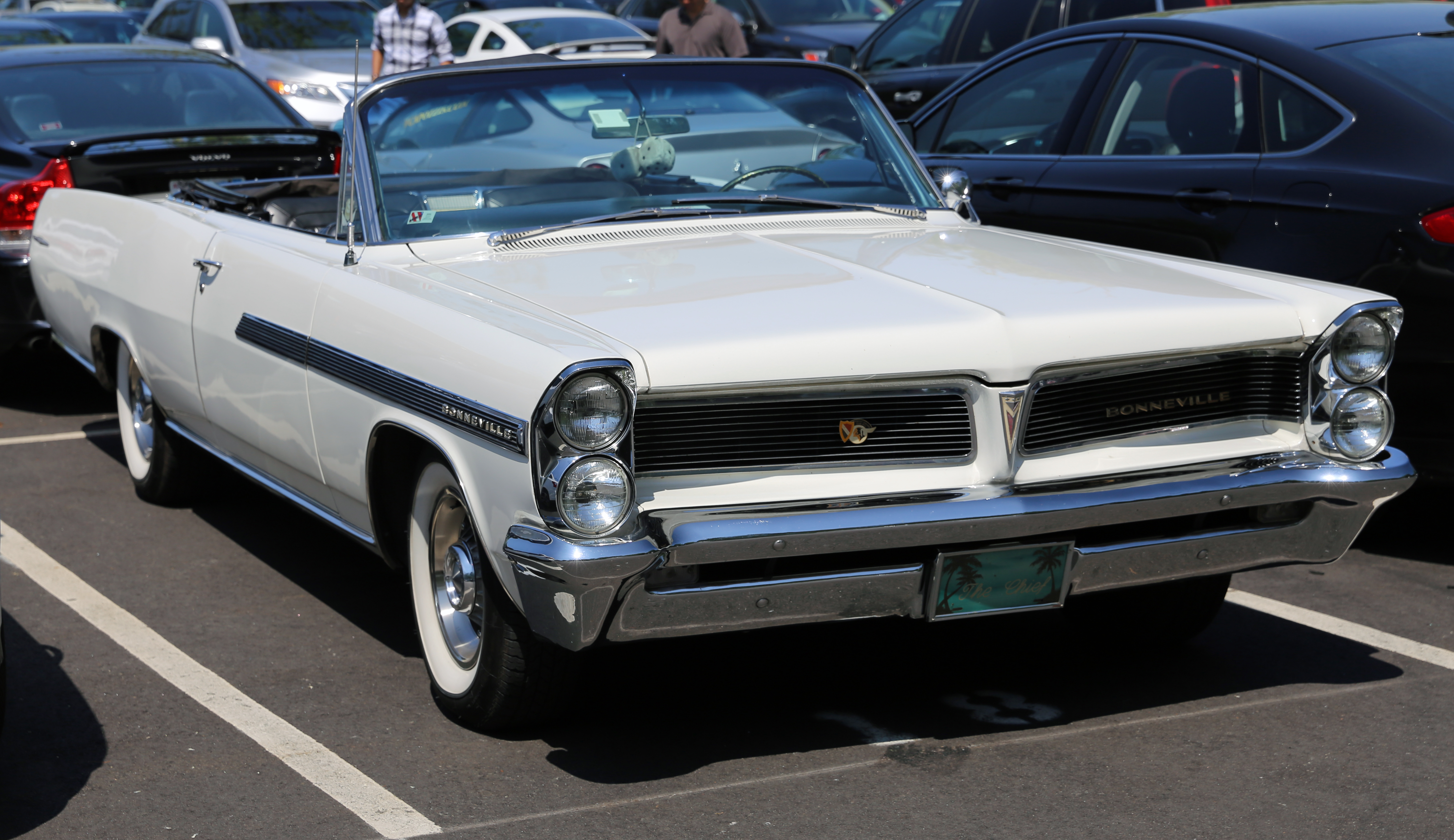
Кабриолет с открытым кузовом
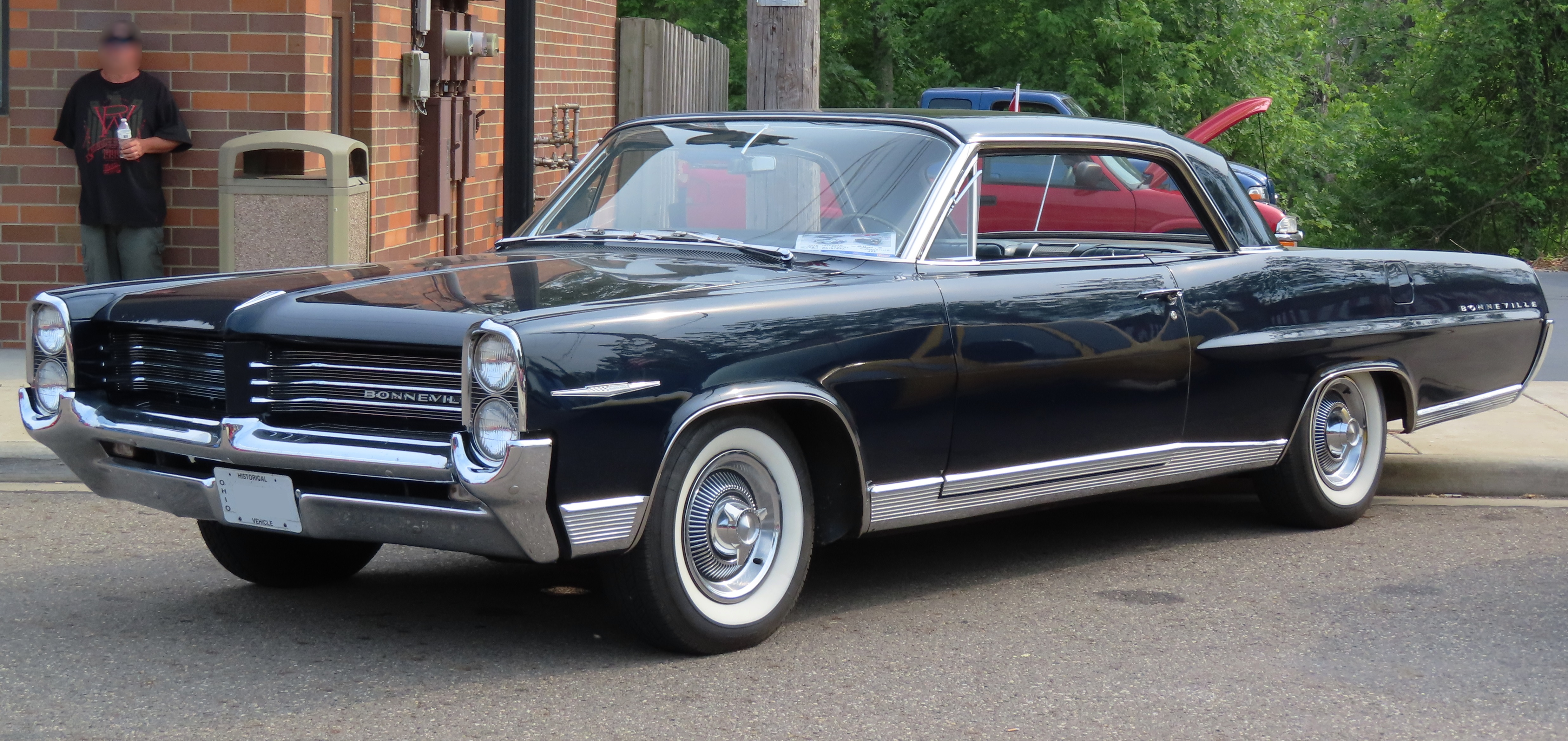
Хардтоп
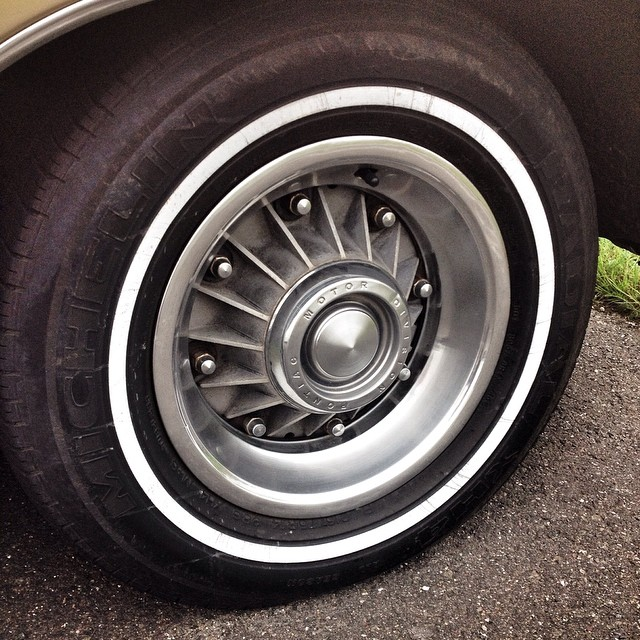
Обод с 8 выступами
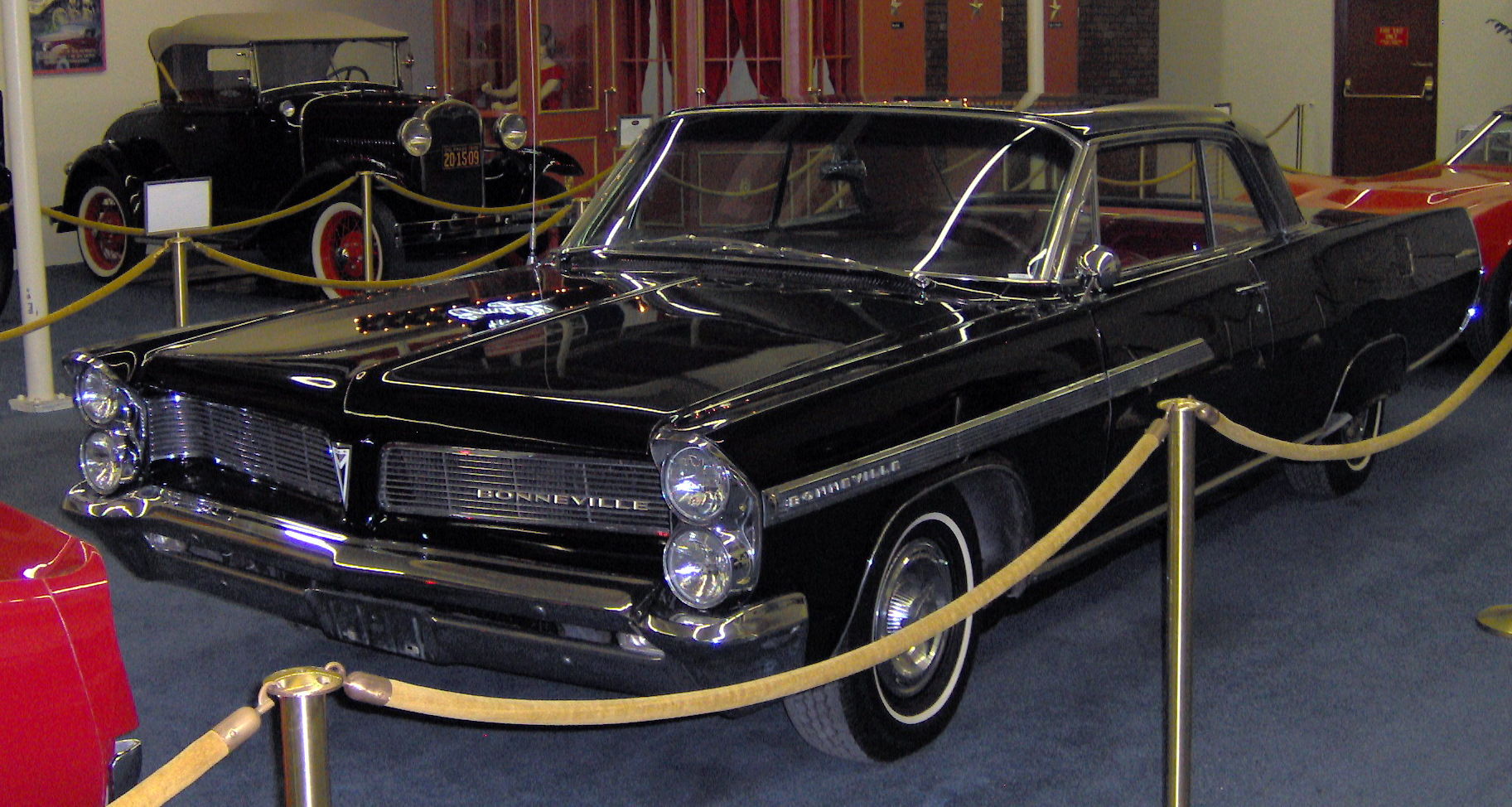
Хардтоп
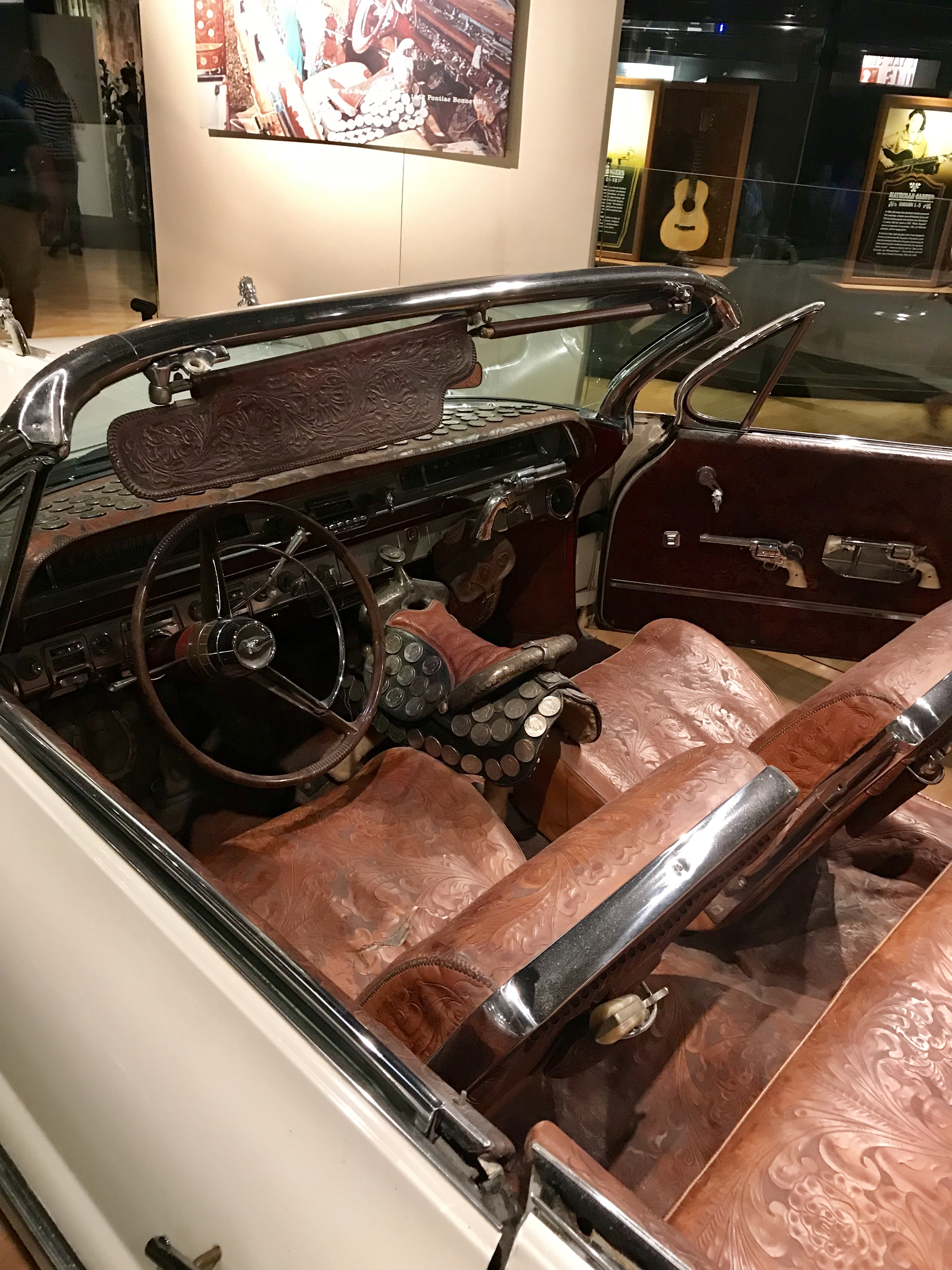
Интерьер

## Четвёртое поколение (1965—1970)
В 1965 году был проведён кардинальный рестайлинг автомобилей. Были обновлены приборная панель и фары, а кузов напоминал бутылки Coca-Cola. Другим новшеством стала трансмиссия GM 400, выпускавшаяся с 1964 года. Схема переключения передач P-N-D-S-L-R уступила место P-R-N-D-S-L. В 1969 году автомобиль прошёл второй рестайлинг.

### Галерея

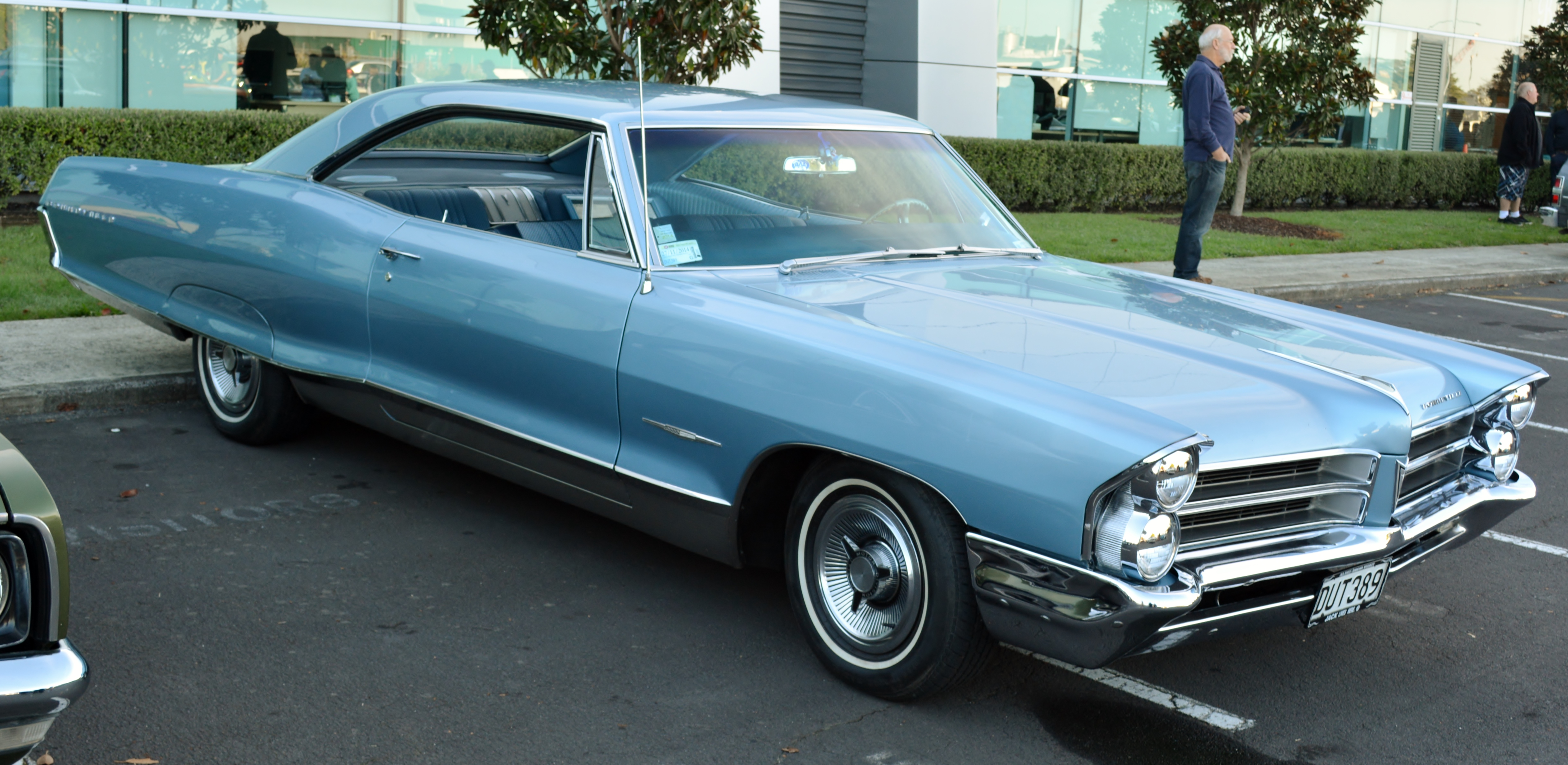
1965 Pontiac Bonneville
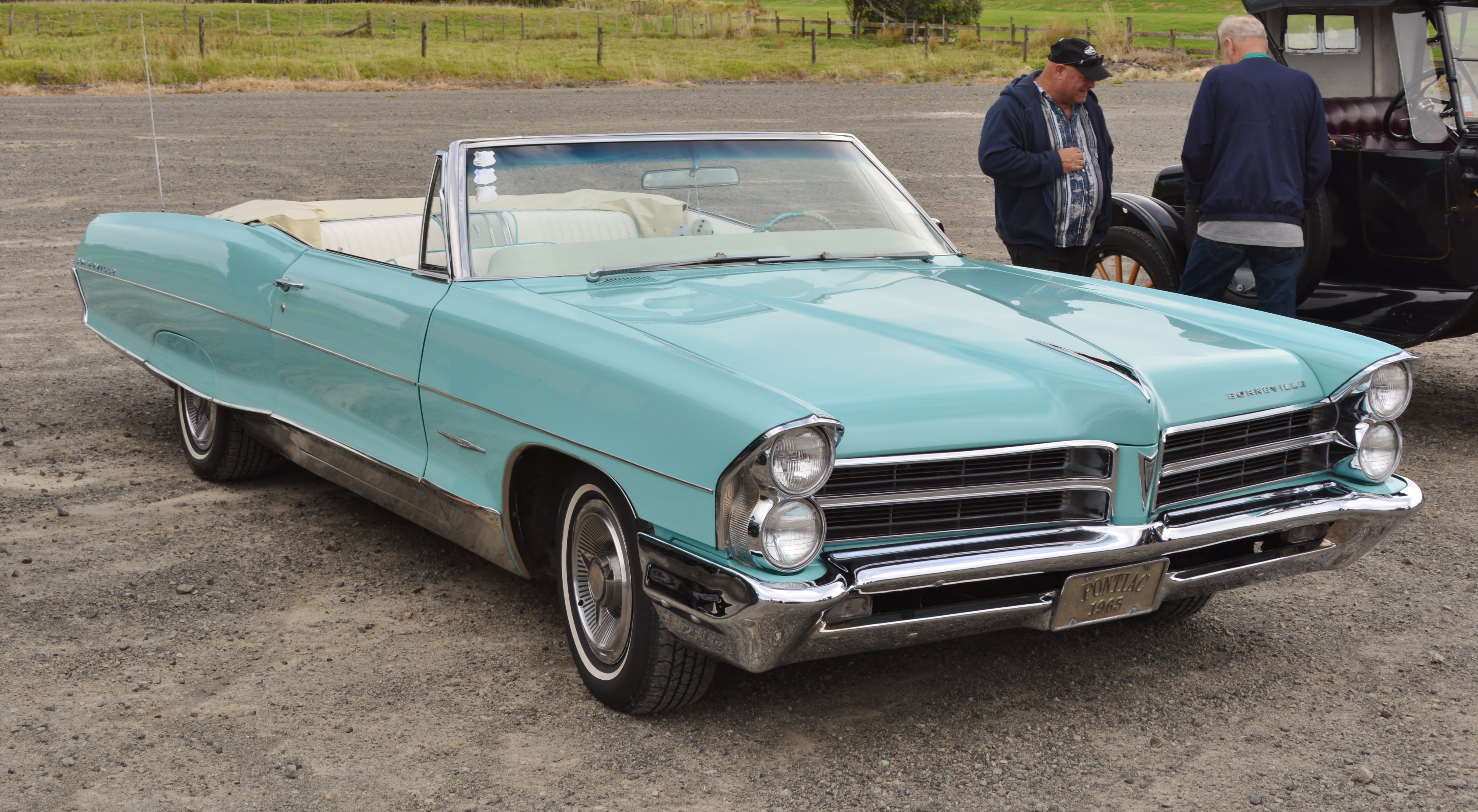
Кабриолет с открытым кузовом
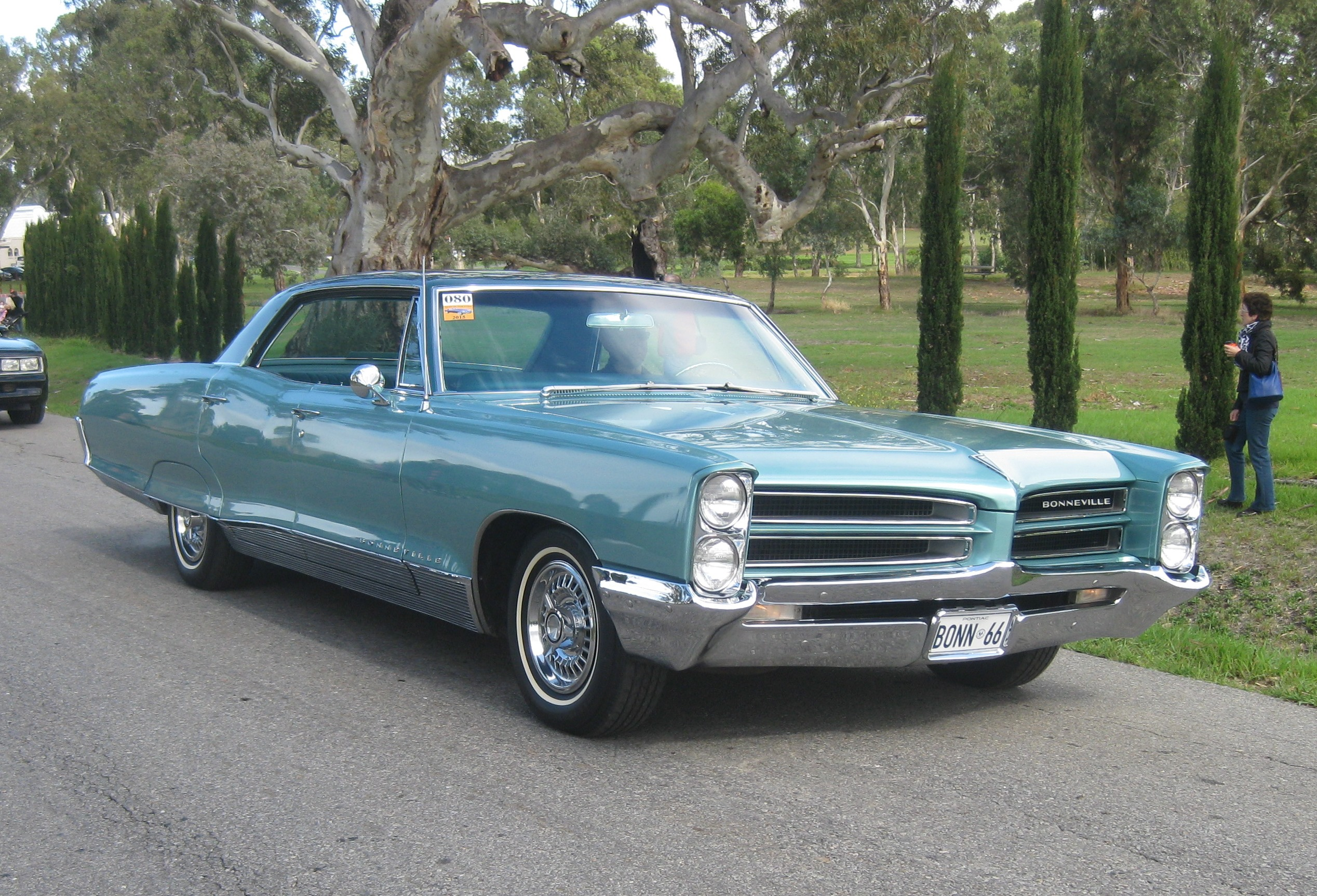
Хардтоп
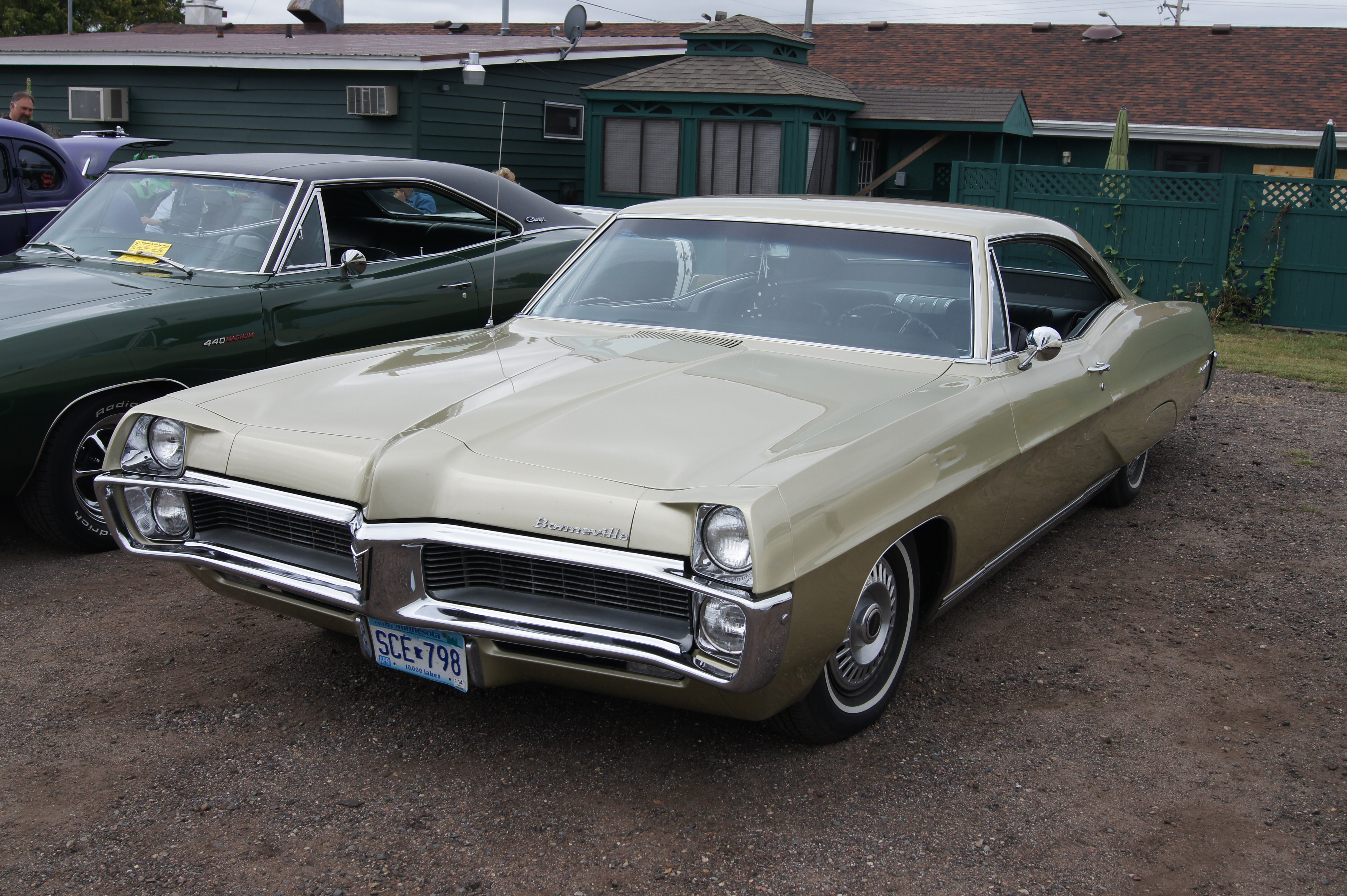
Pontiac Bonneville Hardtop Coupe
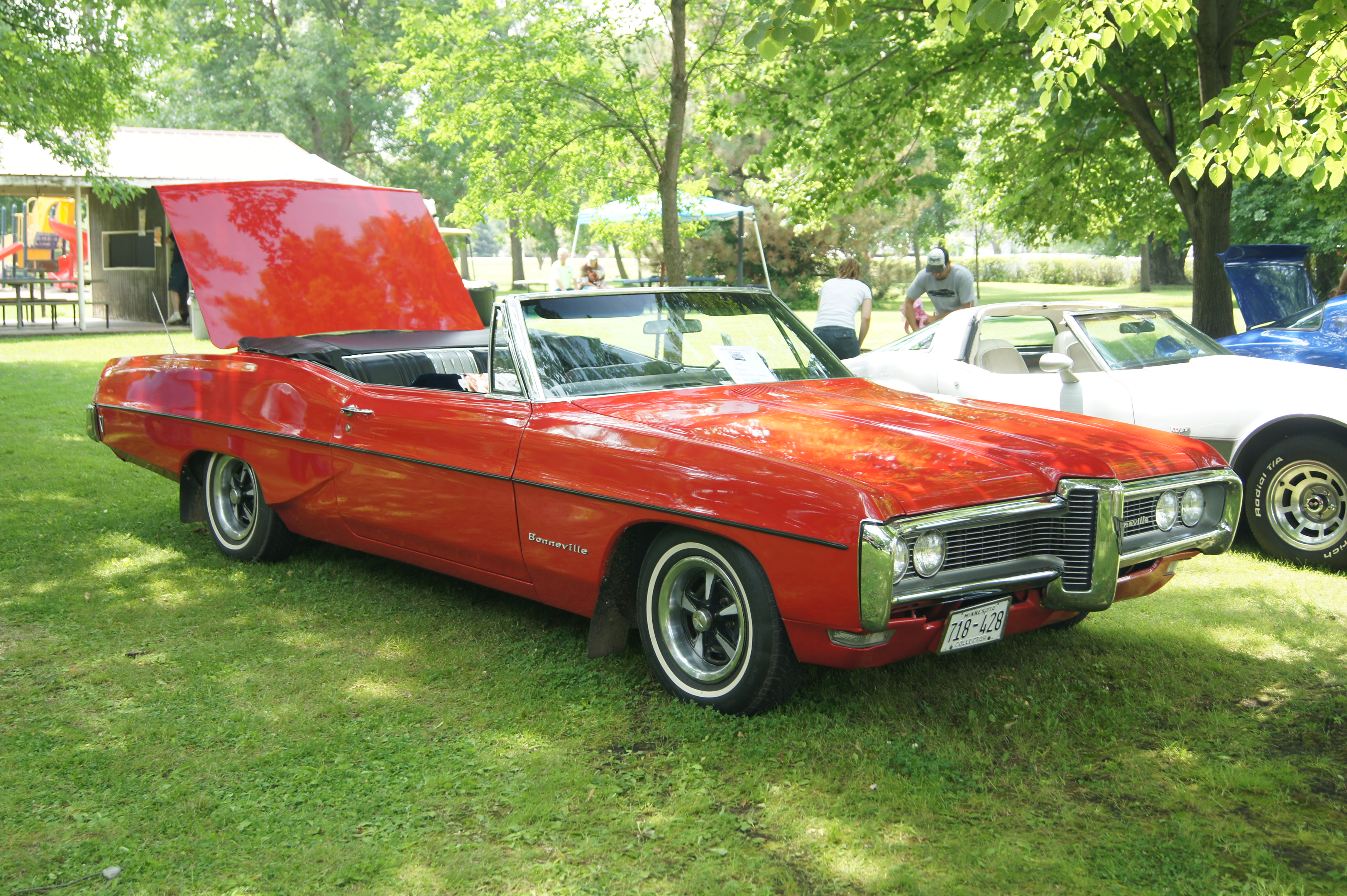
Кабриолет с открытым кузовом
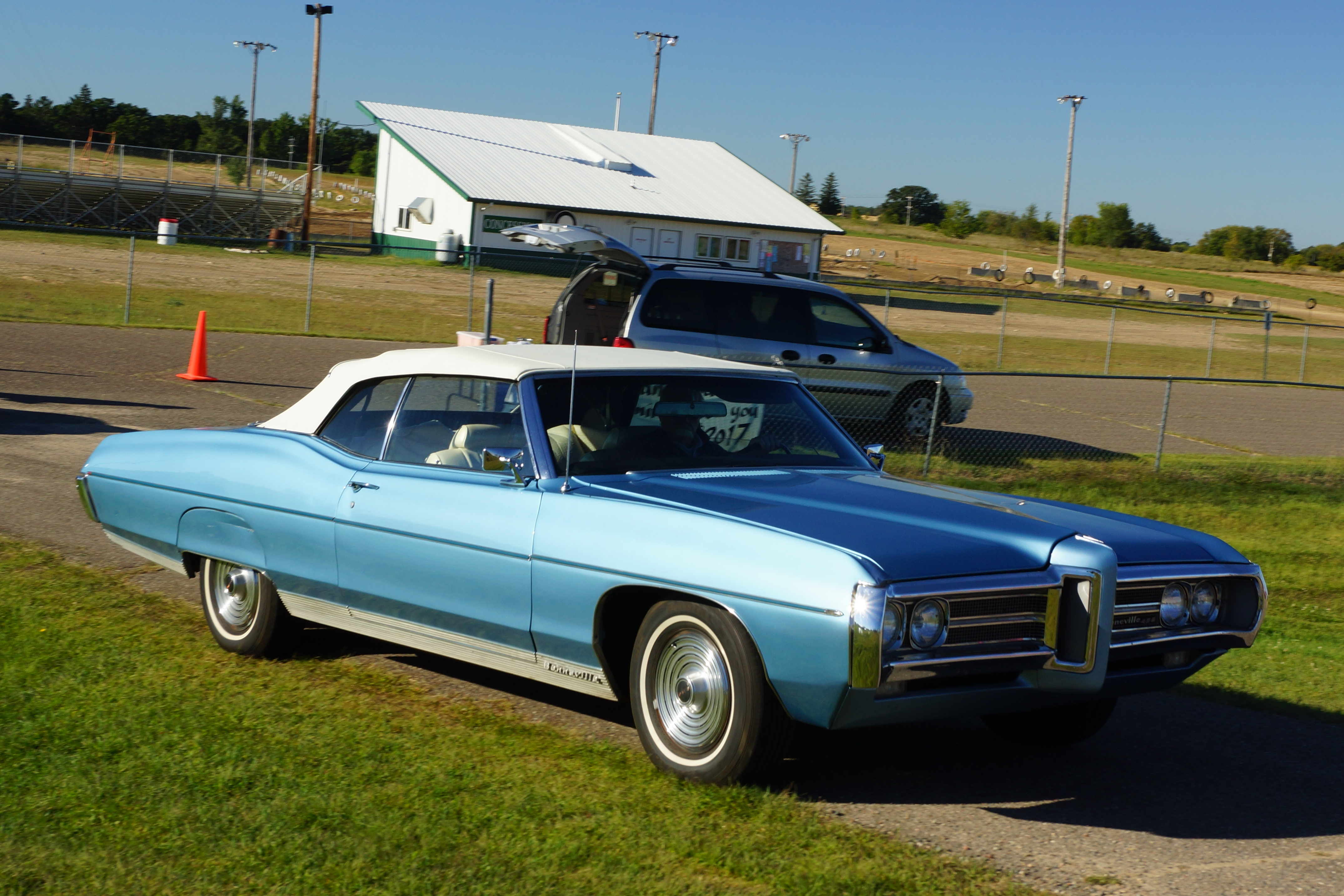
Кабриолет
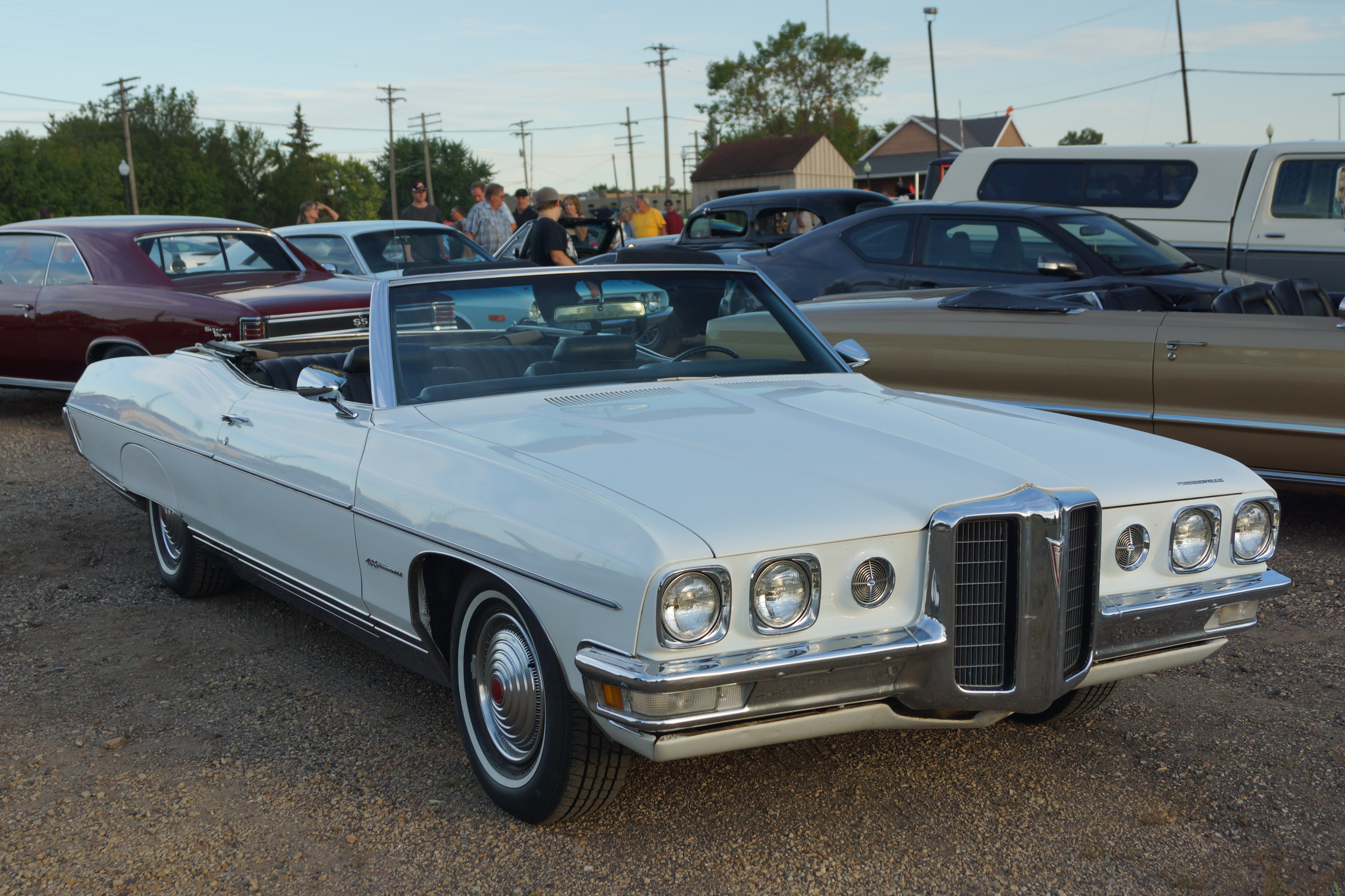
1970 Pontiac Bonneville Convertible
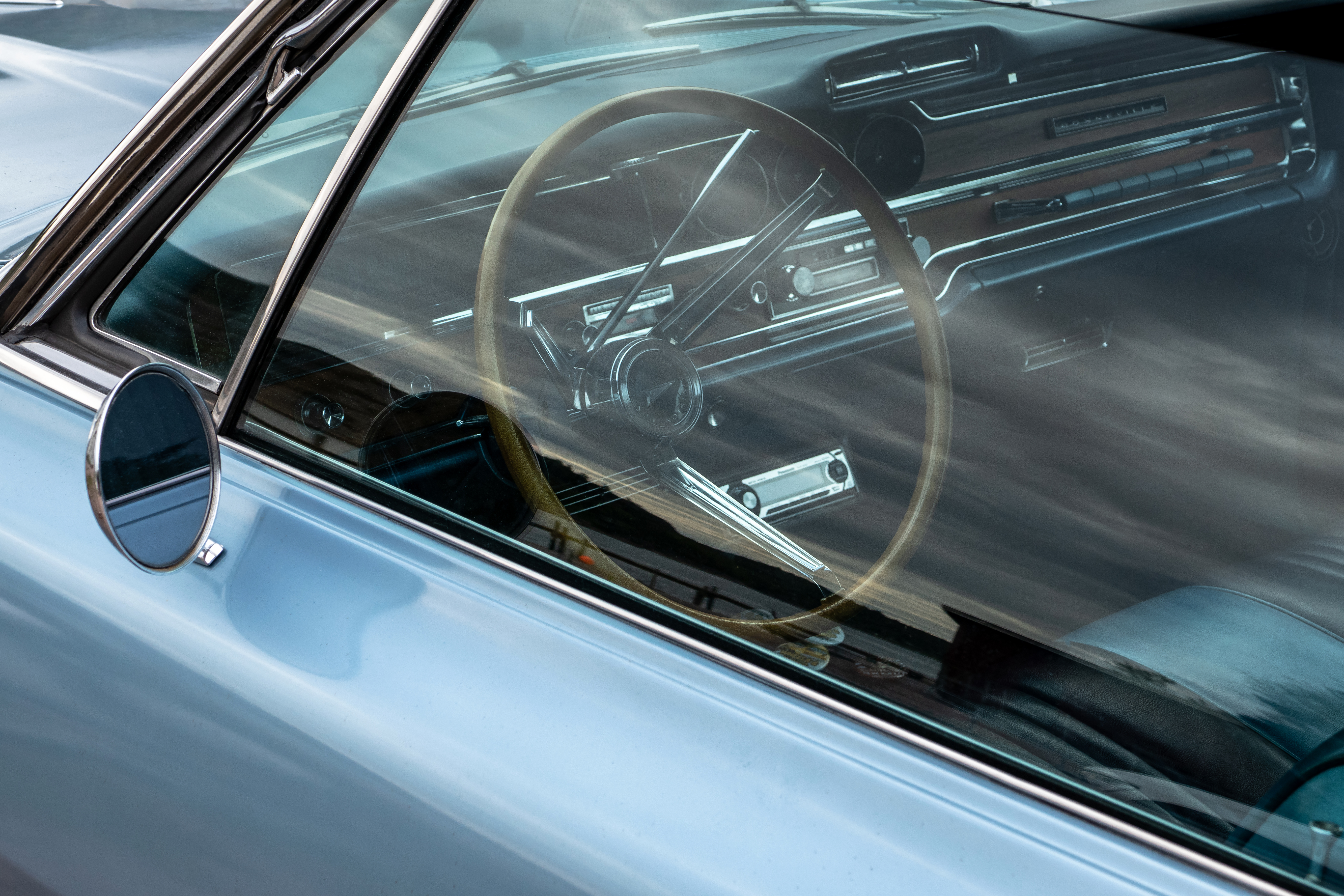
Вид на торпедо через окно

### Интересные факты
В 2020 году автомобиль Pontiac Bonneville четвёртого поколения снимался в клипе на песню «Чилить» группы Filatov & Karas. Там же был показан розовый Ford Mustang первого поколения.

## Пятое поколение (1971—1976)

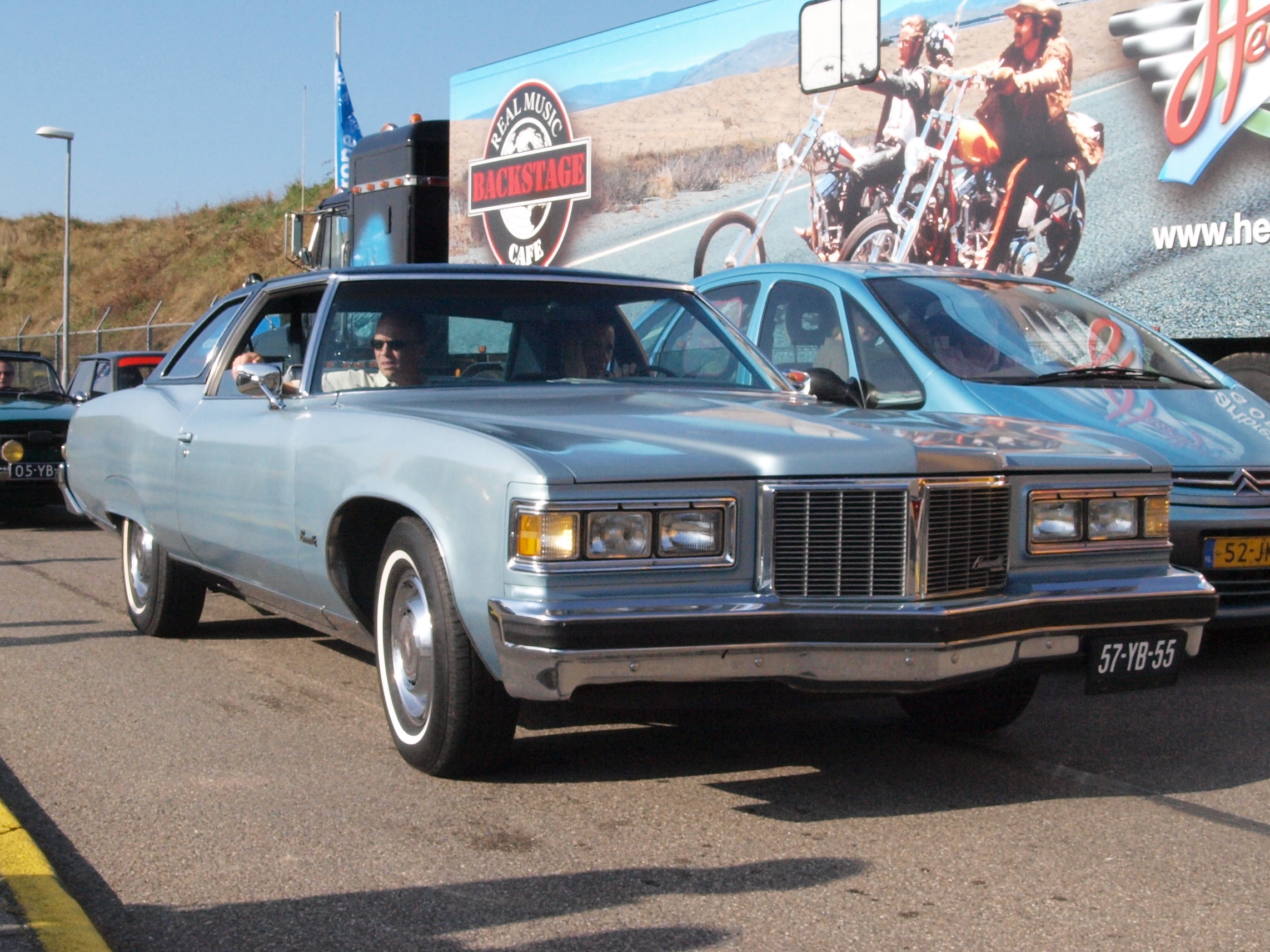
Pontiac Bonneville в Нидерландах

Пятое поколение автомобилей Pontiac Bonneville имело новый монокок. Автомобиль выпускался в кузовах седан, купе и хардтоп. В середине 1971 года турбогидроматическая трансмиссия, гидроусилитель рулевого управления и передние дисковые тормоза стали основным оборудованием Pontiac Bonneville и других полноразмерных автомобилей General Motors.

### Различия между габаритами
|                                | 1974 Pontiac Bonneville | 1984 Pontiac Parisienne |
| ------------------------------ | ----------------------- | ----------------------- |
| Колёсная база                  | 124 ″ (3150 мм)         | 116,0 ″ (2946 мм)       |
| Длина                          | 226,0 ″ (5740 мм)       | 212,0 ″ (5385 мм)       |
| Ширина                         | 79,6 ″ (2022 мм)        | 75,2 ″ (1910 мм)        |
| Высота                         | 54,2 ″ (1377 мм)        | 56,4 ″ (1433 мм)        |
| Запас хода спереди             | 38,9 ″ (988 мм)         | 39,5 ″ (1003 мм)        |
| Колея передняя                 | 42,3 ″ (1074 мм)        | 42,2 ″ (1072 мм)        |
| Колея задняя                   | 62,0 ″ (1575 мм)        | 55,0 ″ (1397 мм)        |
| Радиус переднего плеча обкатки | 64,3 ″ (1633 мм)        | 60,6 ″ (1539 мм)        |
| Запас хода сзади               | 38,0 ″ (965 мм)         | 38,2 ″ (970 мм)         |
| Пространство для ног           | 38,8 ″ (986 мм)         | 38,9 ″ (988 мм)         |
| Багажник                       | 61,9 ″ (1572 мм)        | 55,7 ″ (1415 мм)        |
| Радиус заднего плеча обкатки   | 63,5 ″ (1613 мм)        | 60,5 ″ (1537 мм)        |
| Объём багажника                | 552 л                   | 589 л                   |

## Шестое поколение (1977—1981)
С 1977 года выпускалось шестое поколение автомобилей Pontiac Bonneville. В отличие от аналогов 1976 года, длина автомобиля была укорочена на 102 мм, а масса была снижена на 800 фунтов.
Автомобиль выпускался в кузовах седан и купе, поскольку хардтопы были сняты с производства во всех подразделениях General Motors. В 1980 году автомобиль был модернизирован.

### Галерея

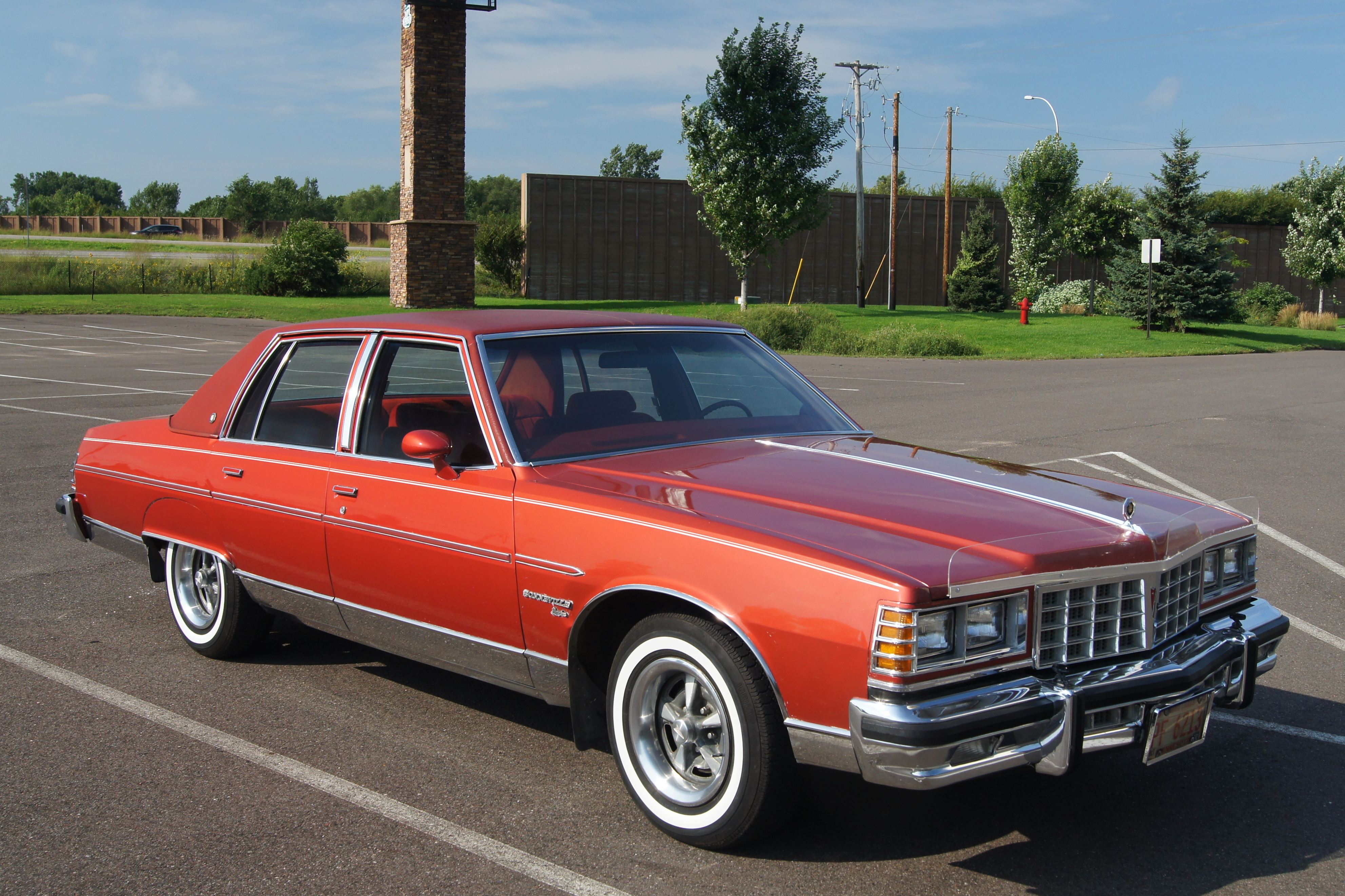
Pontiac Bonneville Brougham
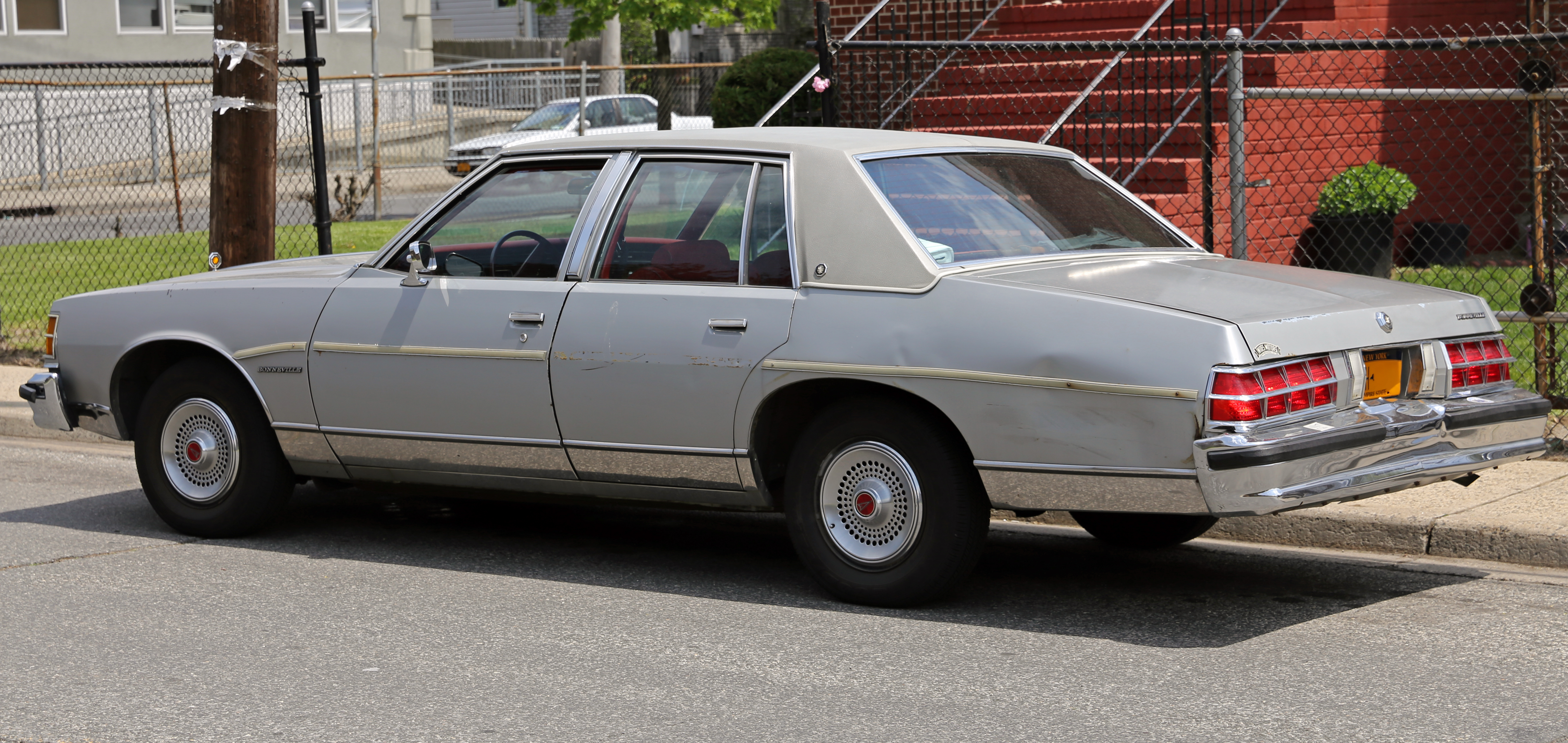
Вид сзади
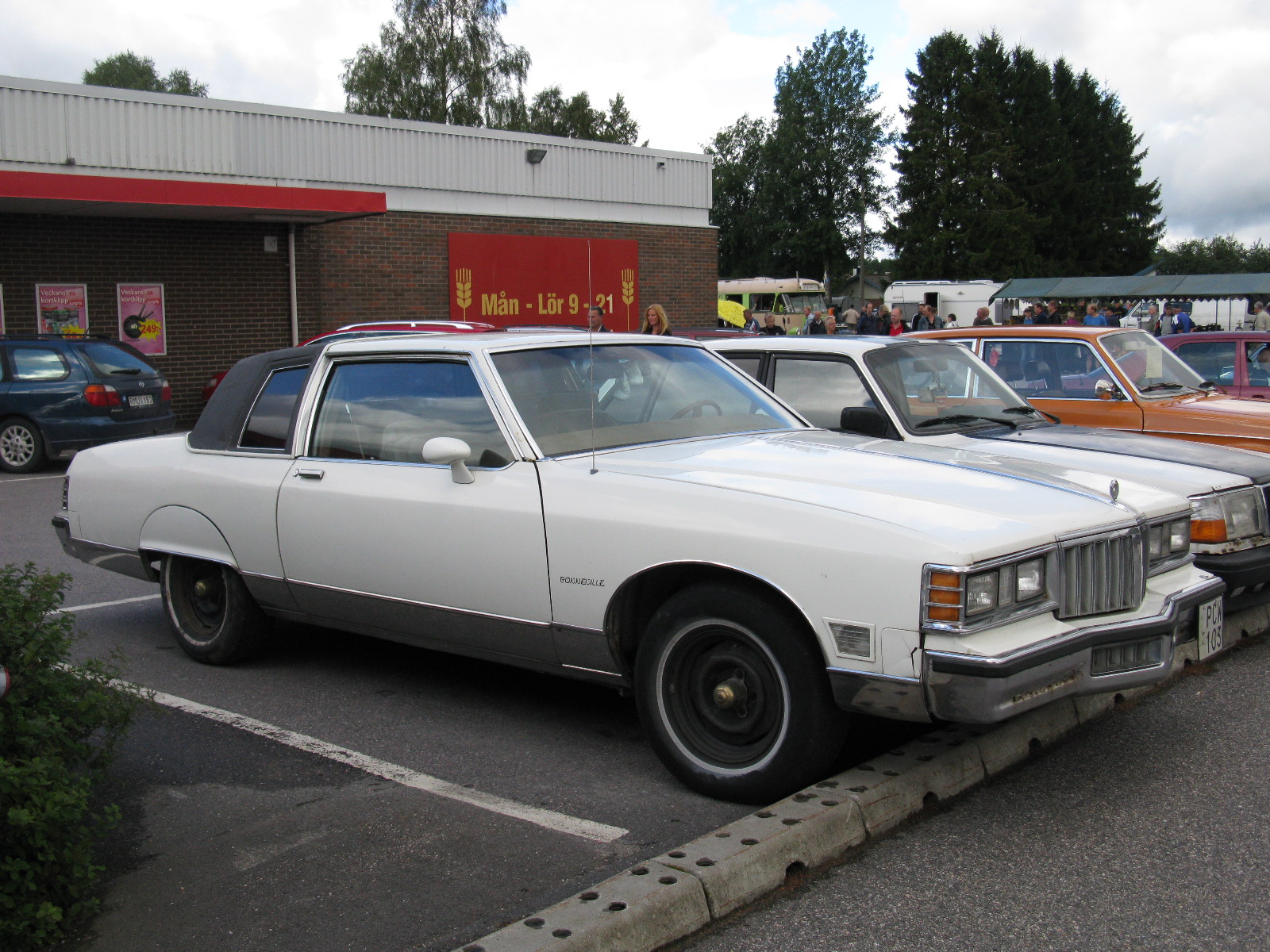
1980 Pontiac Bonneville
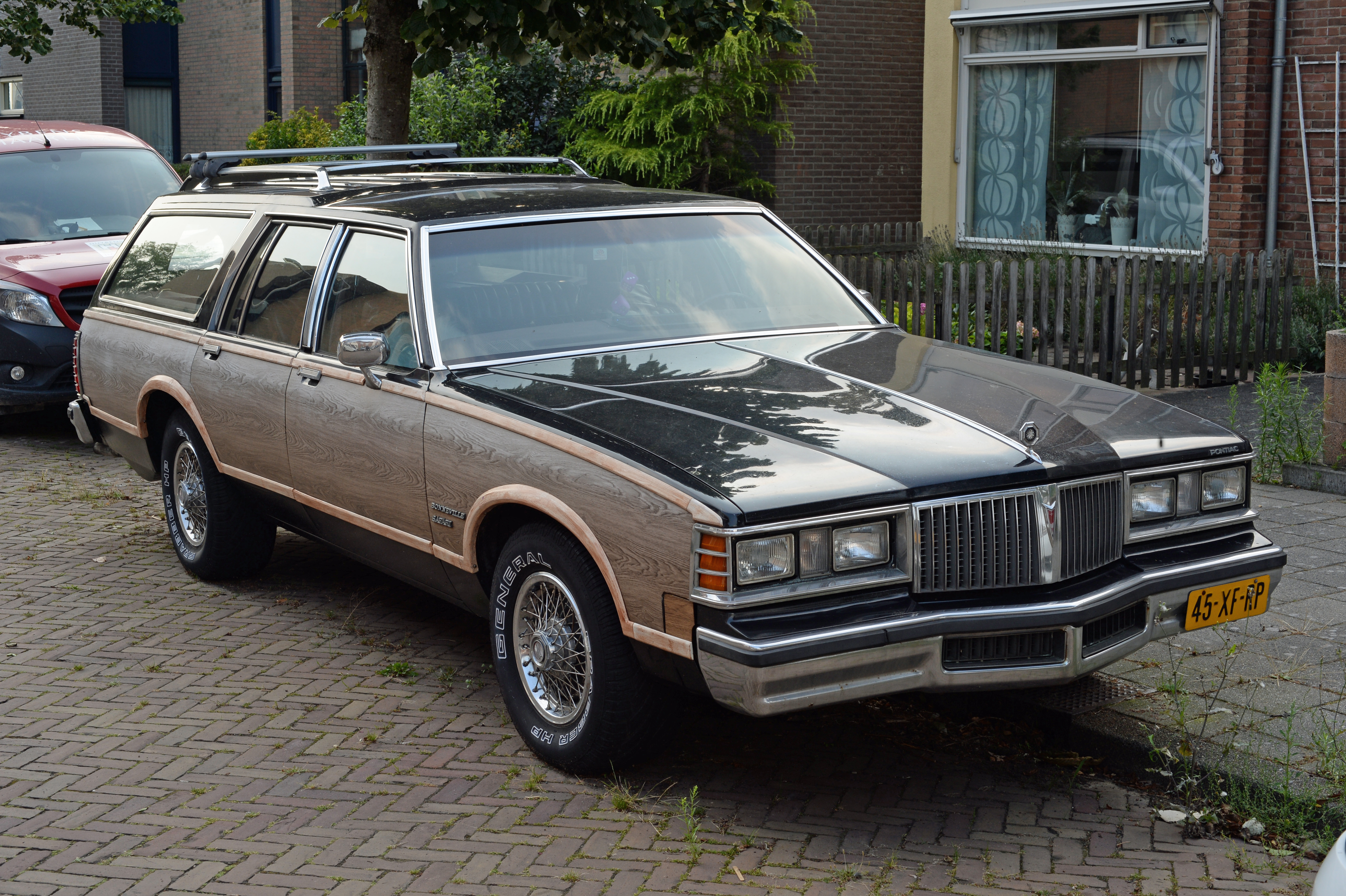
1981 Pontiac Bonneville Safari

## Седьмое поколение (1982—1986)
С 1982 по 1986 год под индексом Bonneville выпускались среднеразмерные седаны сегмента D. Их конкурентами являлись Chevrolet Malibu, Buick Century и Oldsmobile Cutlass. Автомобиль получил индекс Pontiac Bonneville Model G.

### Галерея

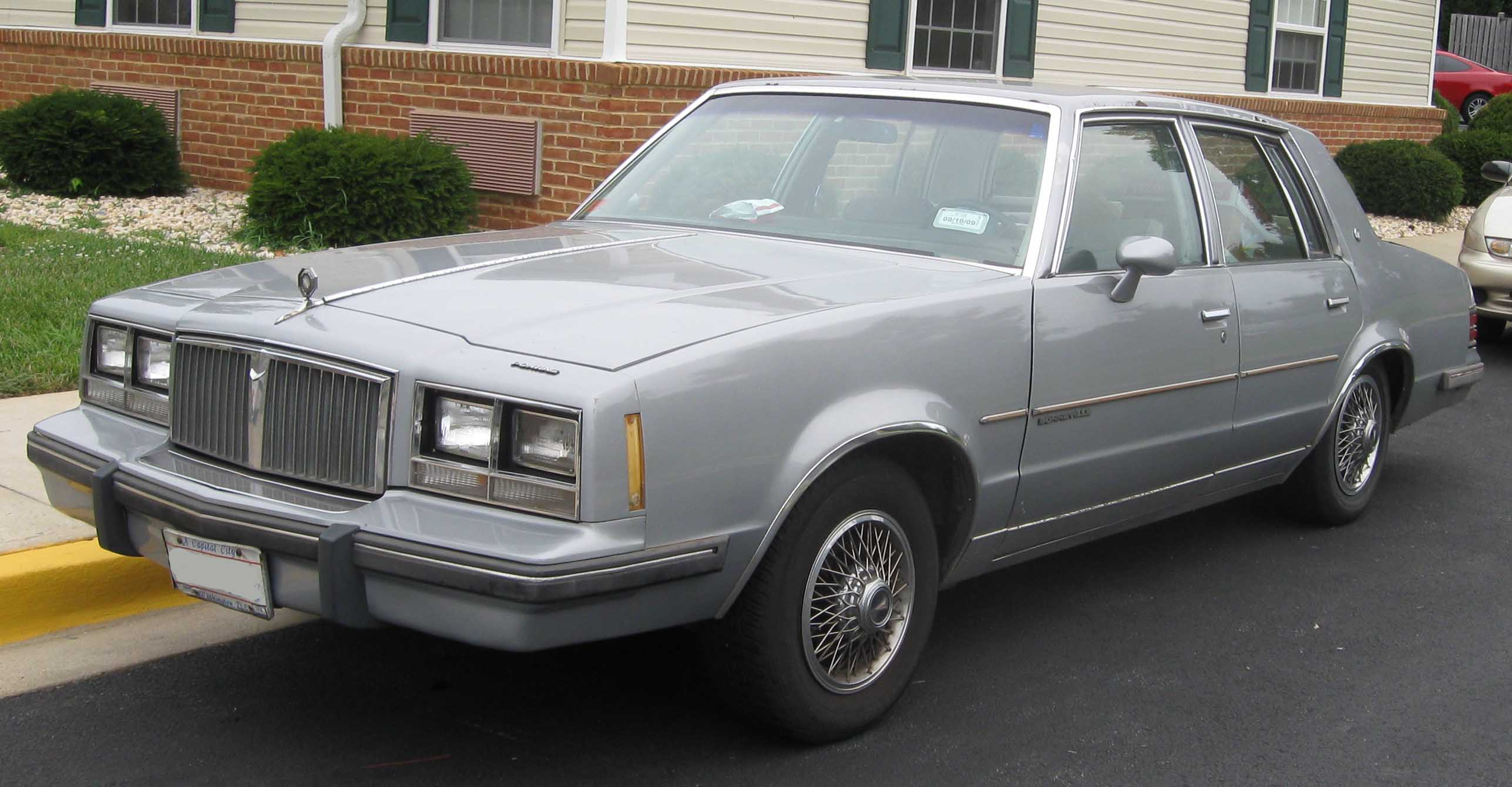
Pontiac Bonneville в Мэриленде
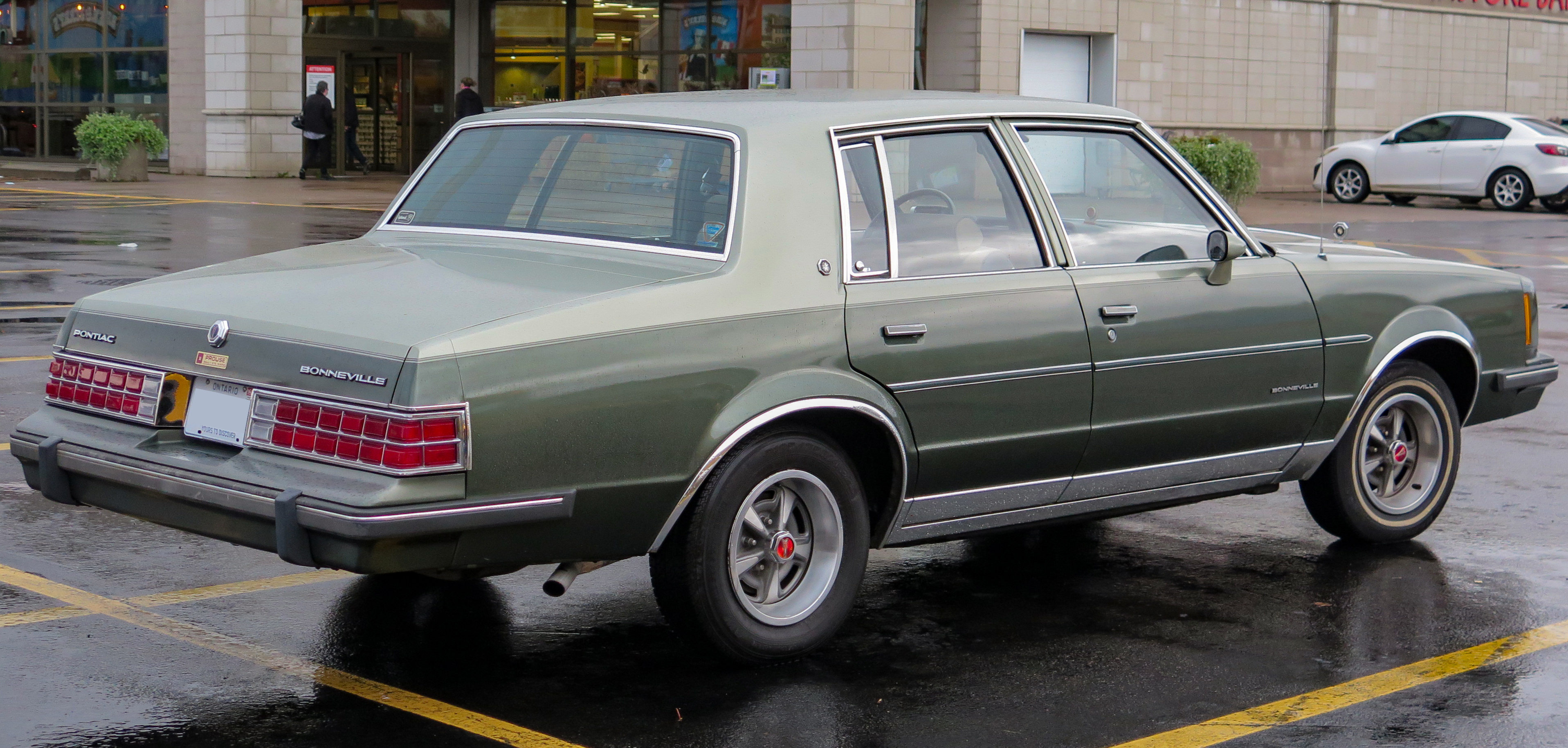
Вид сзади

## Восьмое поколение (1987—1991)
С 1987 года под индексом Bonneville вновь выпускались полноразмерные автомобили, но уже на платформе H-body. Конкурентами являлись Buick LeSabre и Oldsmobile 88.

### Продажи
| Год  | LE     | SE     | SSE    |
| ---- | ------ | ------ | ------ |
| 1987 | 53,912 | 69,904 | —      |
| 1988 | 72,859 | 20,872 | 14,832 |
| 1989 | 66,636 | 15,944 | 13,056 |
| 1990 | 55,926 | 16,854 | 13,064 |
| 1991 | 34,405 | 2,734  | 5,665  |

### Галерея

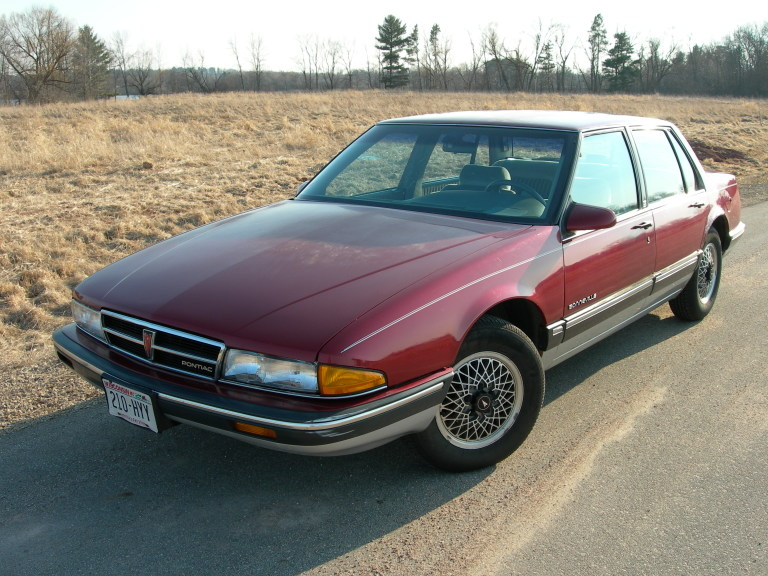
Pontiac Bonneville LE
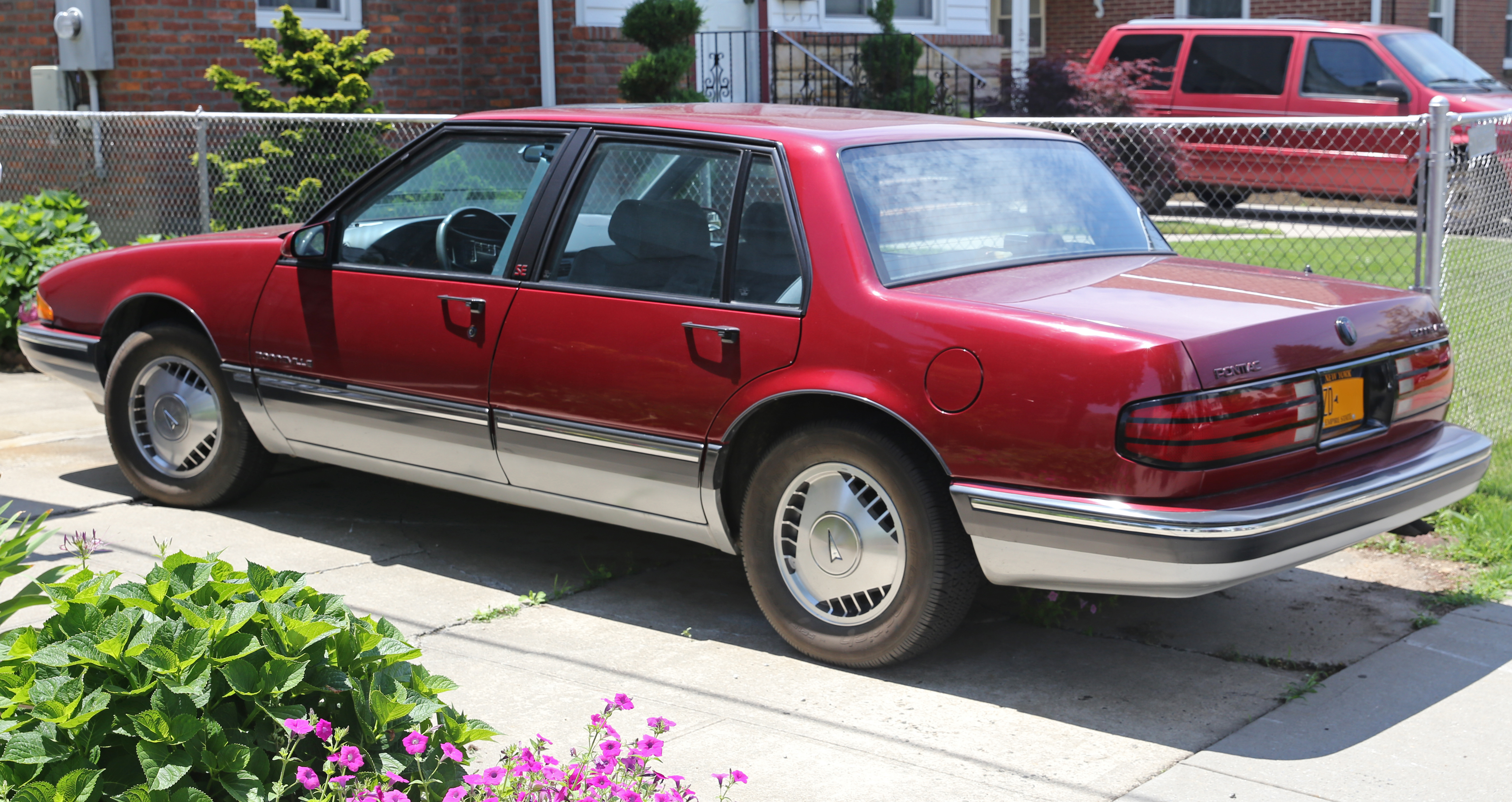
Pontiac Bonneville SE
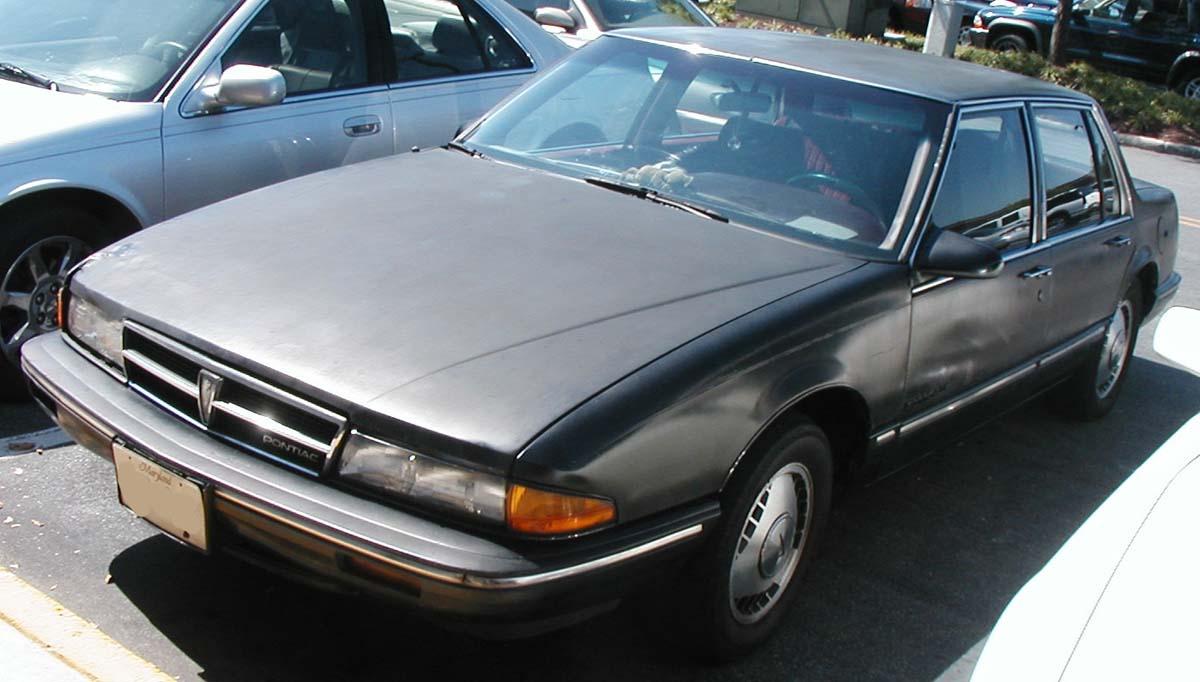
1988 Pontiac Bonneville
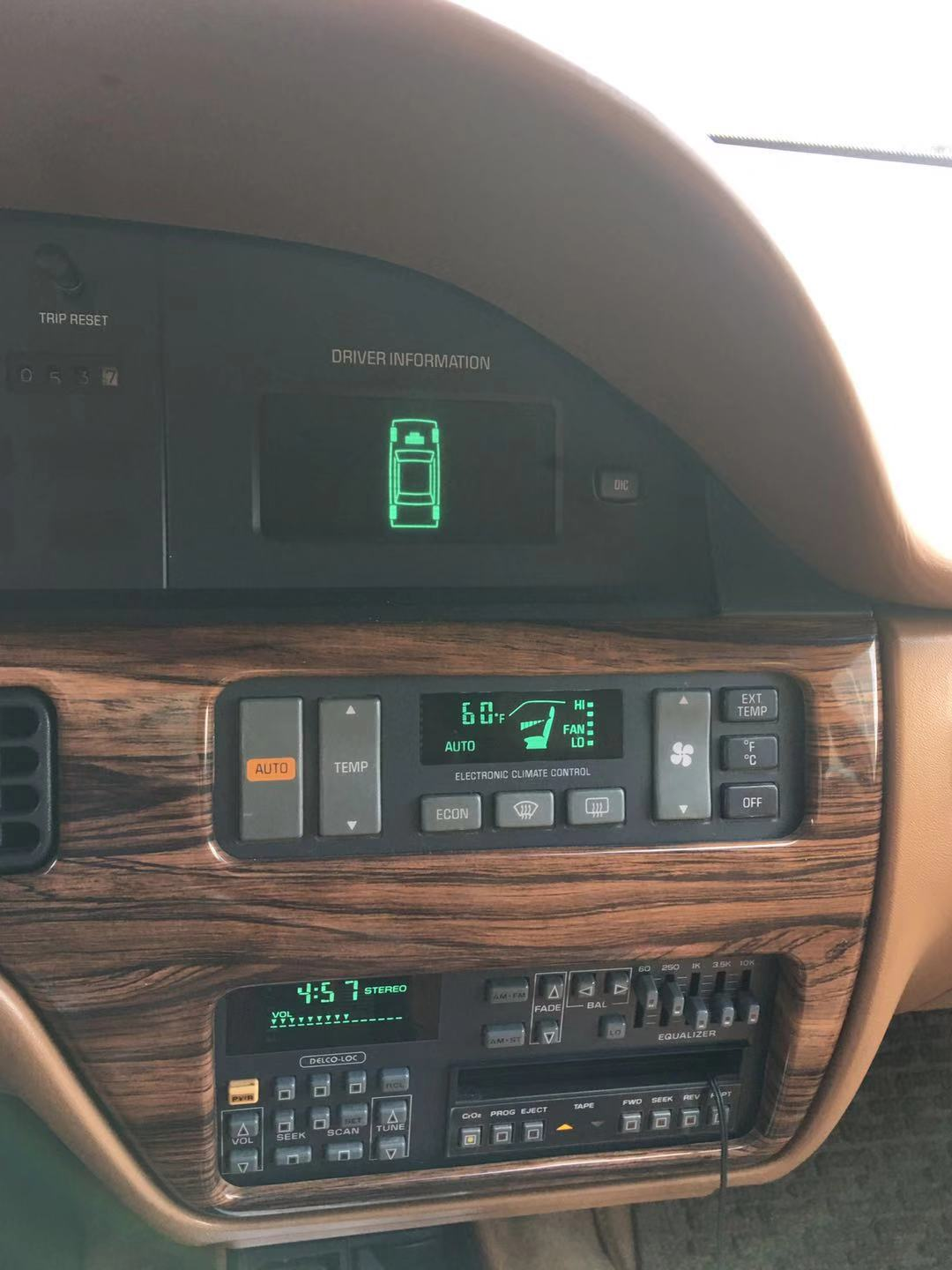
Интерьер
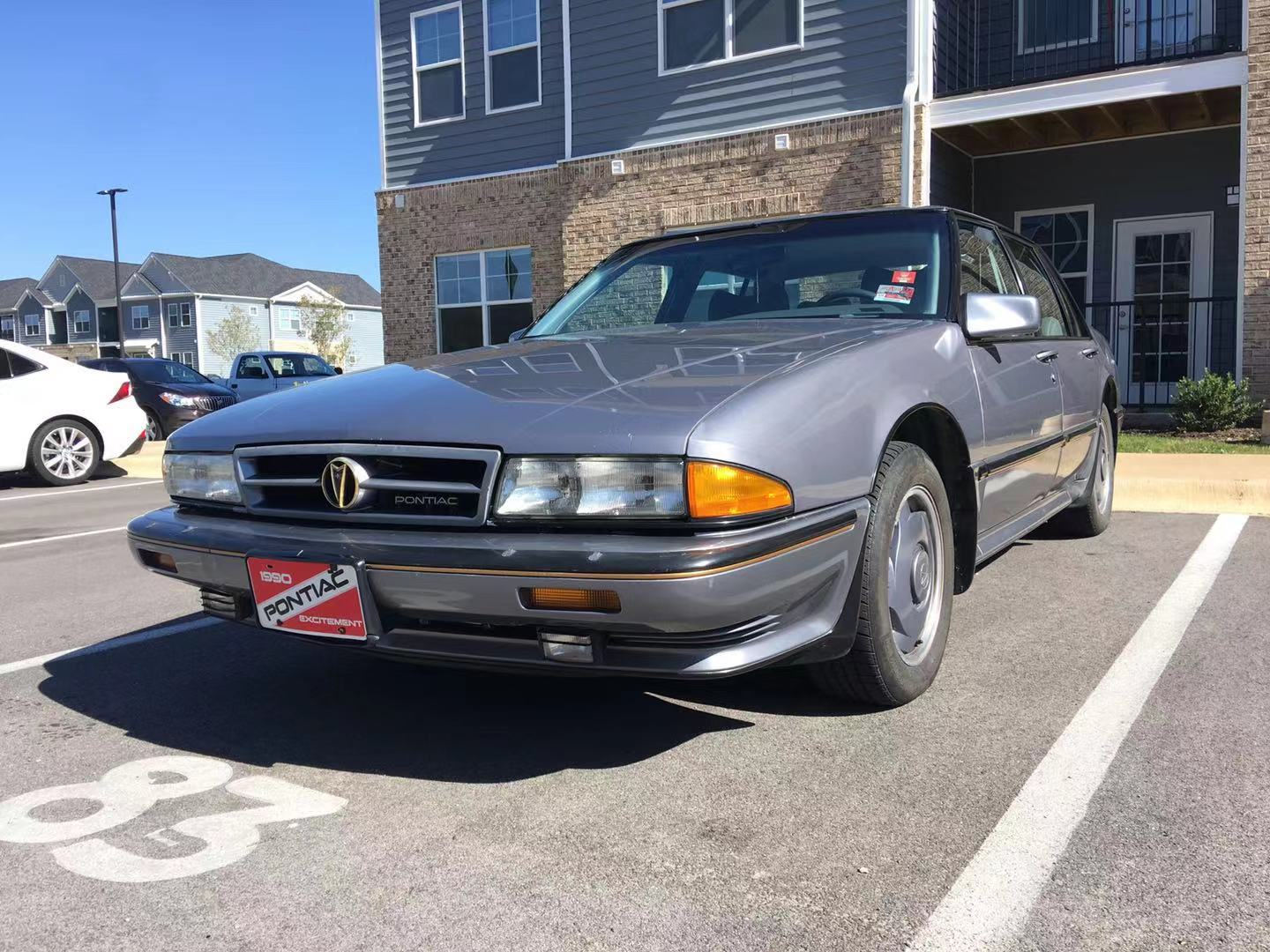
Pontiac Bonneville SSE

## Девятое поколение (1991—1999)
Автомобиль Pontiac Bonneville девятого поколения был представлен 8 февраля 1991 года и запущен в продажу в июле 1991 года. Из модельного ряда исчезла комплектация LE. Базовой комплектацией стала SE, вслед за ней были добавлены SSE и SSEi с подушкой безопасности со стороны пассажира. В сентябре 1995 года автомобиль прошёл рестайлинг

### Технические характеристики
|         | ABS                        | Контроль тяги              | Подушка безопасности водителя | Подушка безопасности пассажира |
| ------- | -------------------------- | -------------------------- | ----------------------------- | ------------------------------ |
| 92 SE   | Опционально (SLE)          | Опционально                | В стандартной комплектации    | Н/Д                            |
| 92 SSE  | В стандартной комплектации | Опционально                | В стандартной комплектации    | Опционально                    |
| 92 SSEi | В стандартной комплектации | В стандартной комплектации | В стандартной комплектации    | В стандартной комплектации     |
| 93 SE   | В стандартной комплектации | Опционально                | В стандартной комплектации    | Опционально                    |
| 93 SSE  | В стандартной комплектации | Опционально                | В стандартной комплектации    | Опционально                    |
| 93 SSEi | В стандартной комплектации | В стандартной комплектации | В стандартной комплектации    | В стандартной комплектации     |
| 94 SE   | В стандартной комплектации | Опционально                | В стандартной комплектации    | В стандартной комплектации     |
| 94 SSE  | В стандартной комплектации | Опционально                | В стандартной комплектации    | В стандартной комплектации     |
| 94 SSEi | В стандартной комплектации | В стандартной комплектации | В стандартной комплектации    | В стандартной комплектации     |
| 95 SE   | В стандартной комплектации | Опционально                | В стандартной комплектации    | В стандартной комплектации     |
| 95 SSE  | В стандартной комплектации | Опционально                | В стандартной комплектации    | В стандартной комплектации     |
| 95 SSEi | В стандартной комплектации | В стандартной комплектации | В стандартной комплектации    | В стандартной комплектации     |

### Продажи
| Год  | SE     | SSE    | SSEi  |
| ---- | ------ | ------ | ----- |
| 1992 | 95,402 | 13,034 | 7,566 |
| 1993 | 79,764 | 12,792 | 6,168 |
| 1994 | 66,727 | 7,462  | 5,968 |
| 1995 | 80,852 | 6,168  | 4,822 |
| 1996 | 61,568 | 3,833  | 4,060 |
| 1997 | 61,287 | 8,282  | 4,446 |
| 1998 | 58,411 | 3,641  | 3,413 |
| 1999 | Н/Д    |        |       |

### Галерея

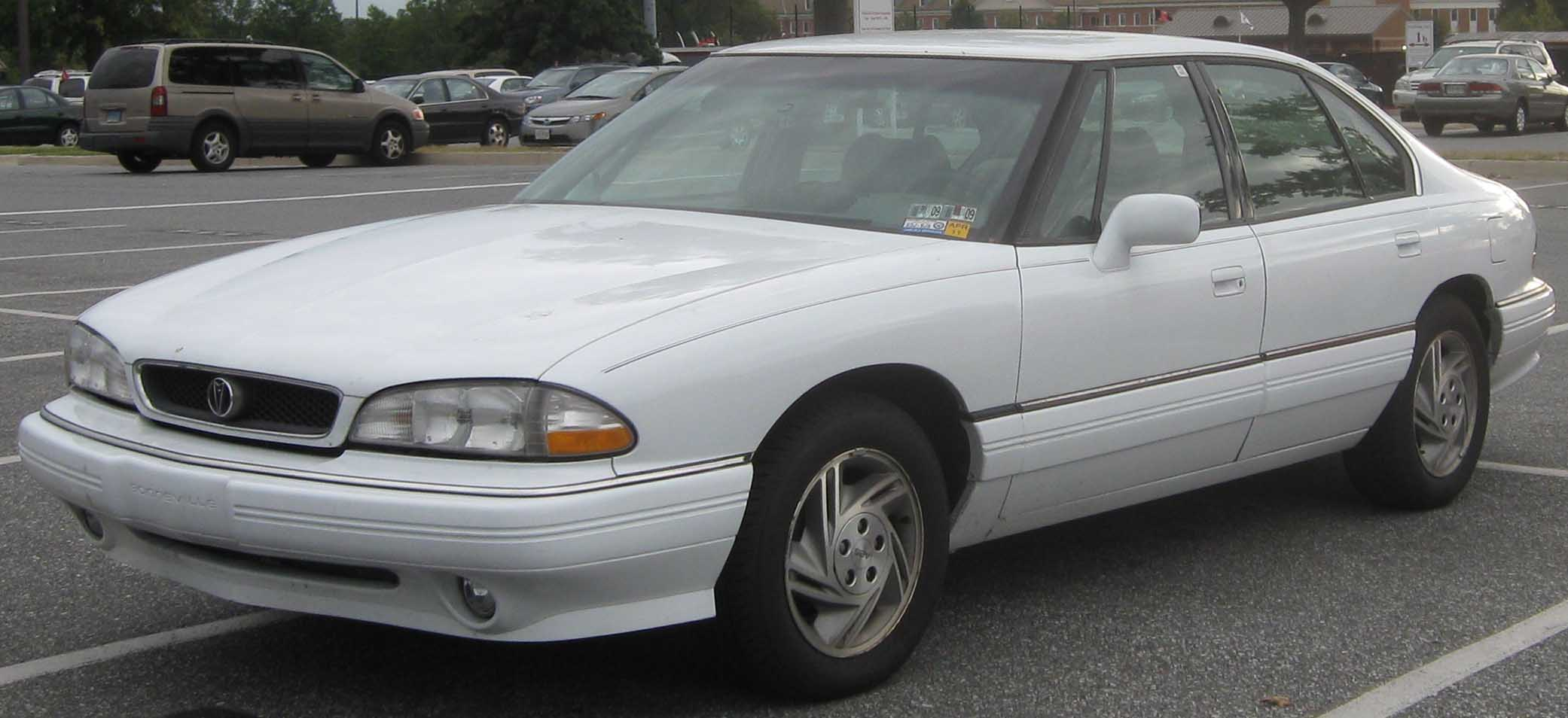
Pontiac Bonneville в Колледж-Парке
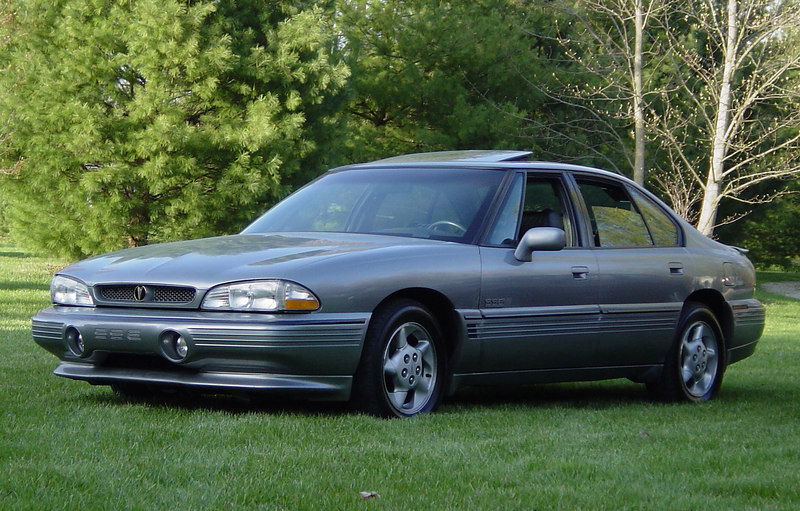
1995 Pontiac Bonneville SSE
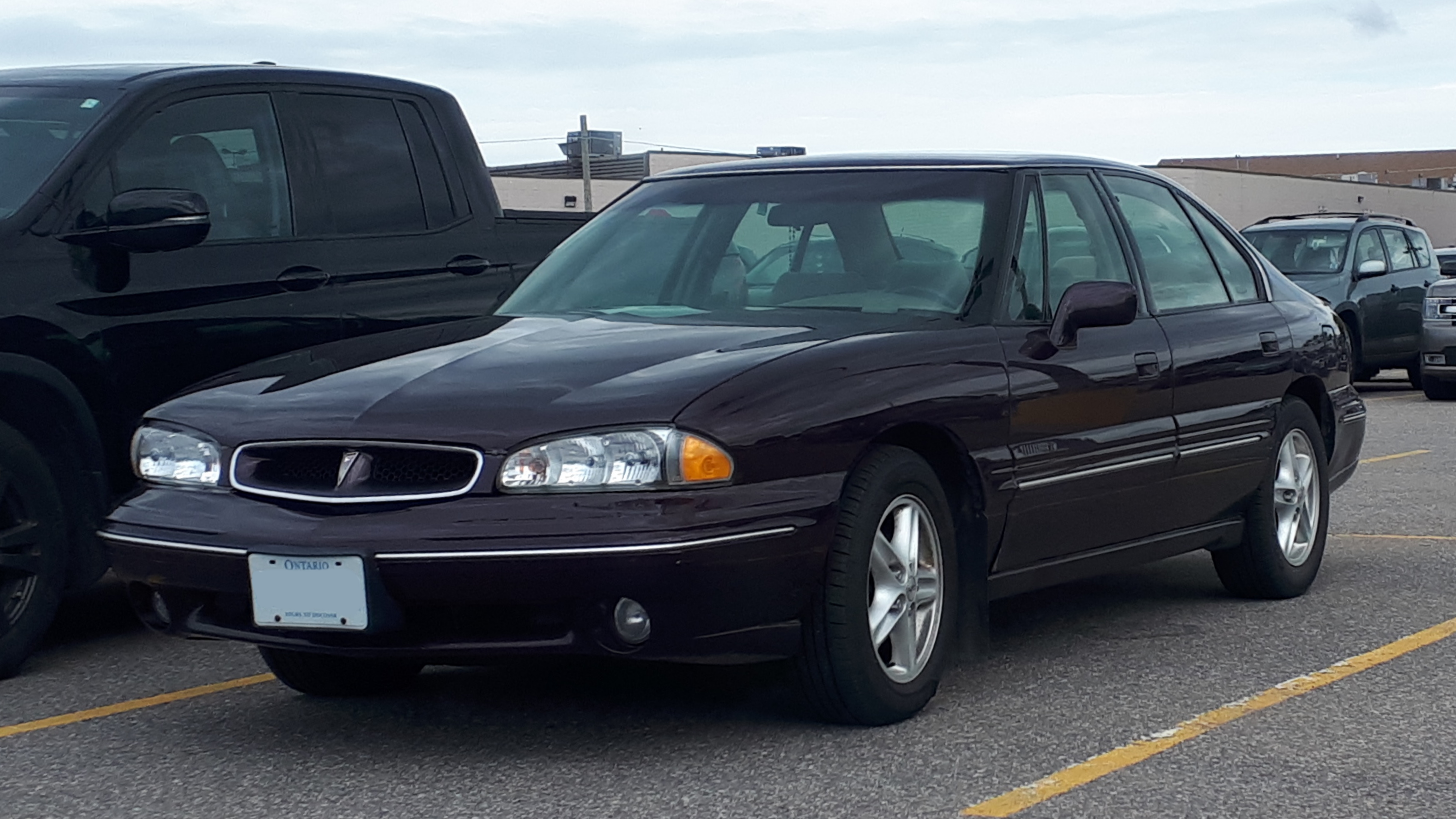
1996-1999 Pontiac Bonneville
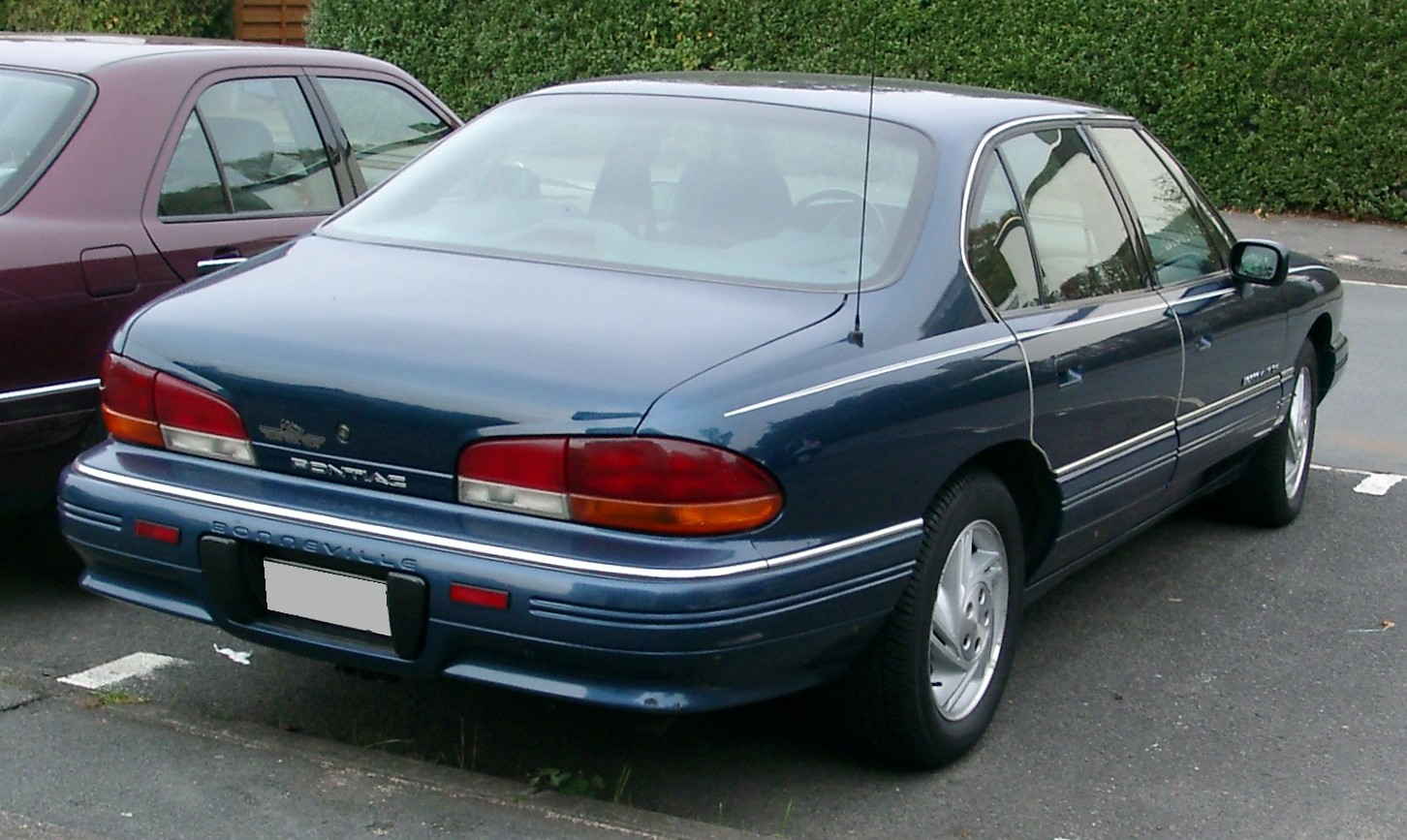
Вид сзади
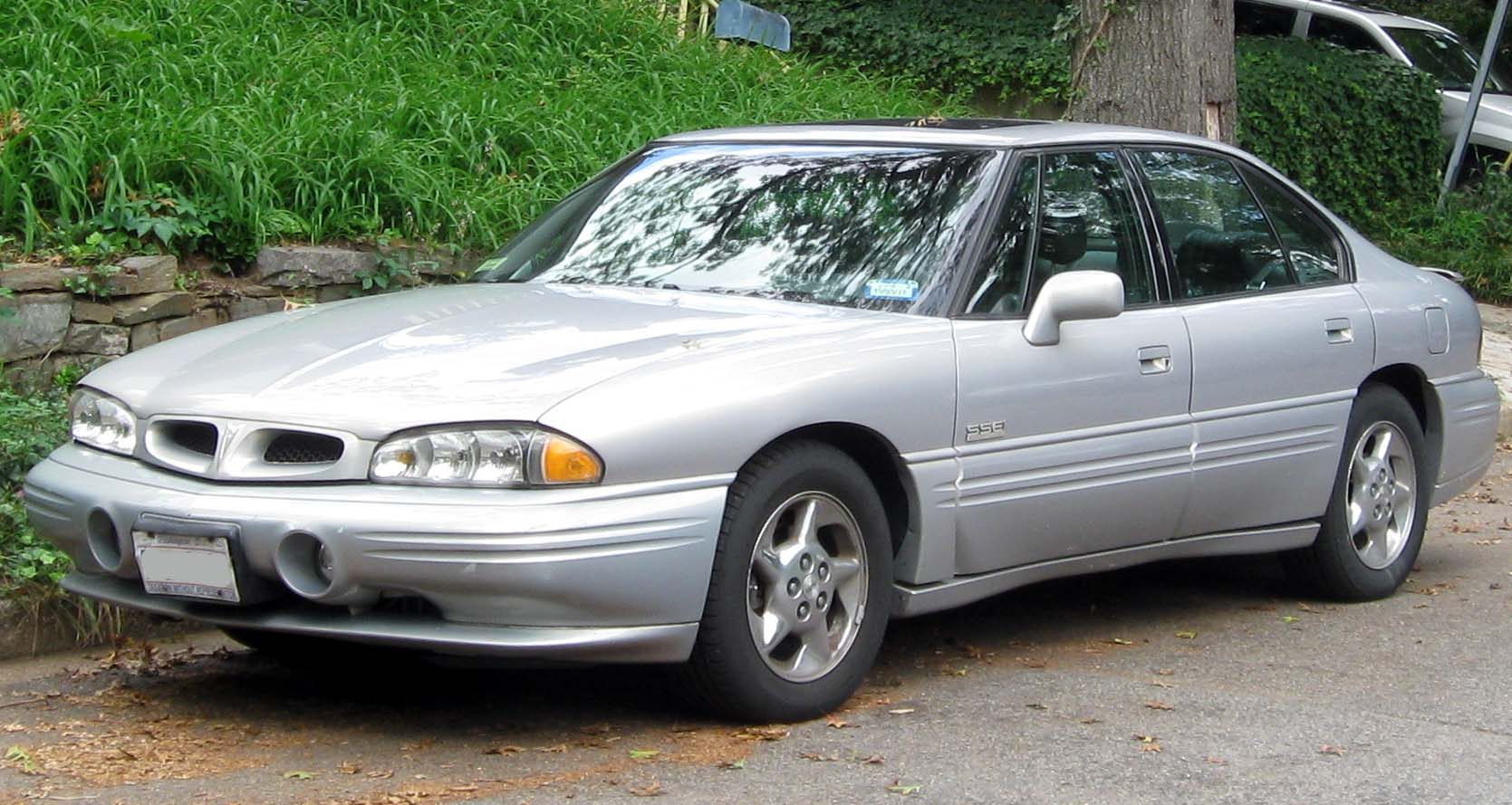
Pontiac Bonneville SSEi

## Десятое поколение (2000—2005)
С 2000 года автомобиль Pontiac Bonneville вновь начал выпускаться на платформе G-Body (ранее на этой платформе автомобили выпускались с 1982 по 1986 год). В 2004 году в моторную гамму были возвращены двигатели V8.
8 февраля 2005 года было объявлено, что автомобили Pontiac Bonneville будут сняты с производства. Последний Bonneville сошёл с конвейера 27 мая 2005 года. К окончанию производства было продано 12000 экземпляров. До появления модели Pontiac G8 в 2008 году единственными полноразмерными автомобилями были Buick Lucerne и Chevrolet Impala.

### Галерея

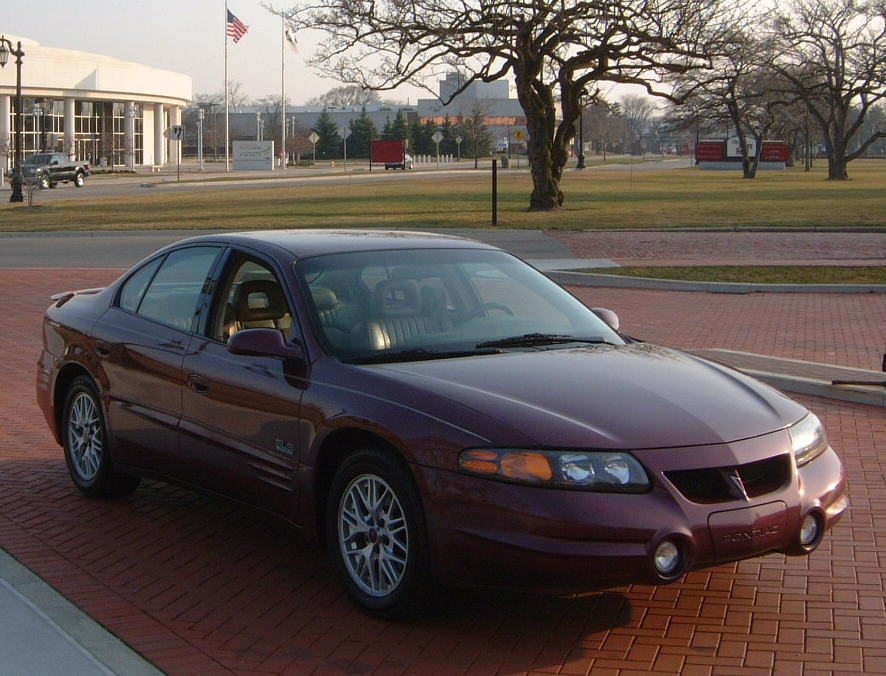
Pontiac Bonneville SLE
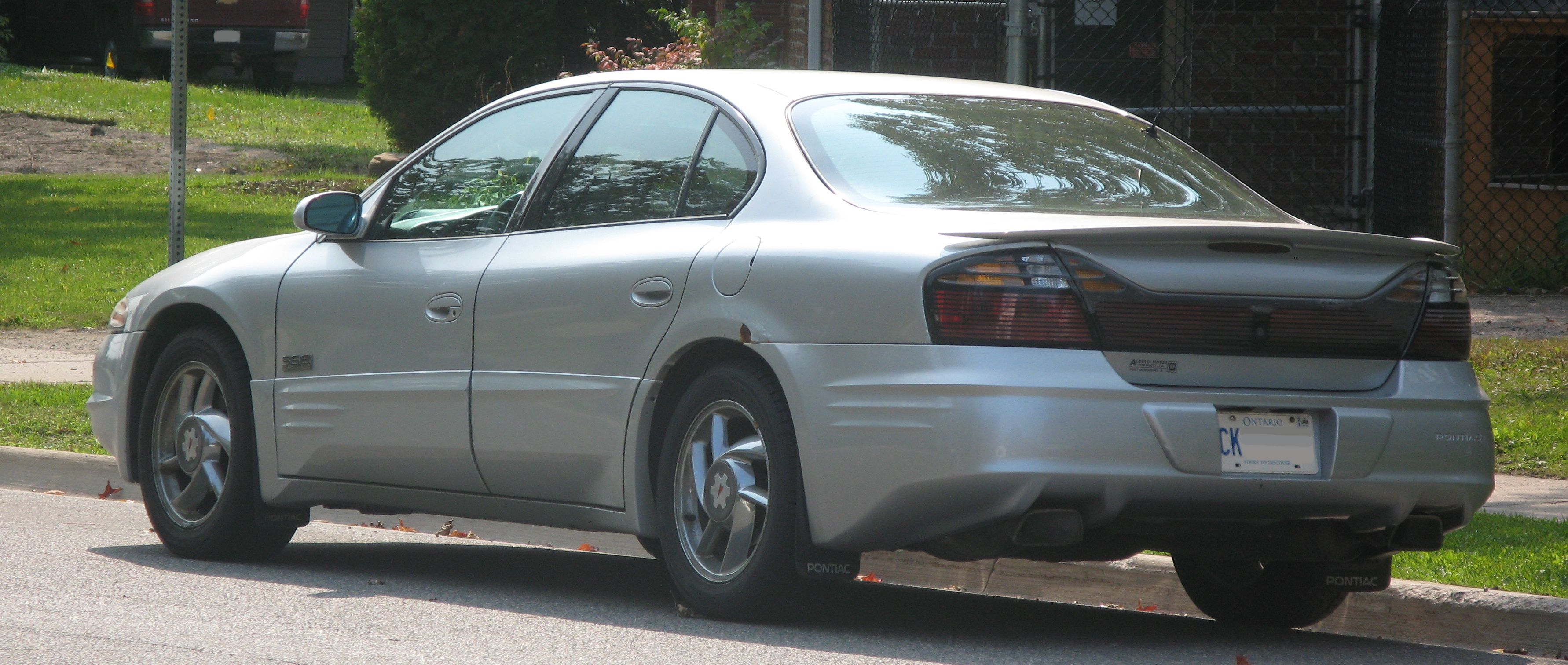
2000 Pontiac Bonneville SSEi
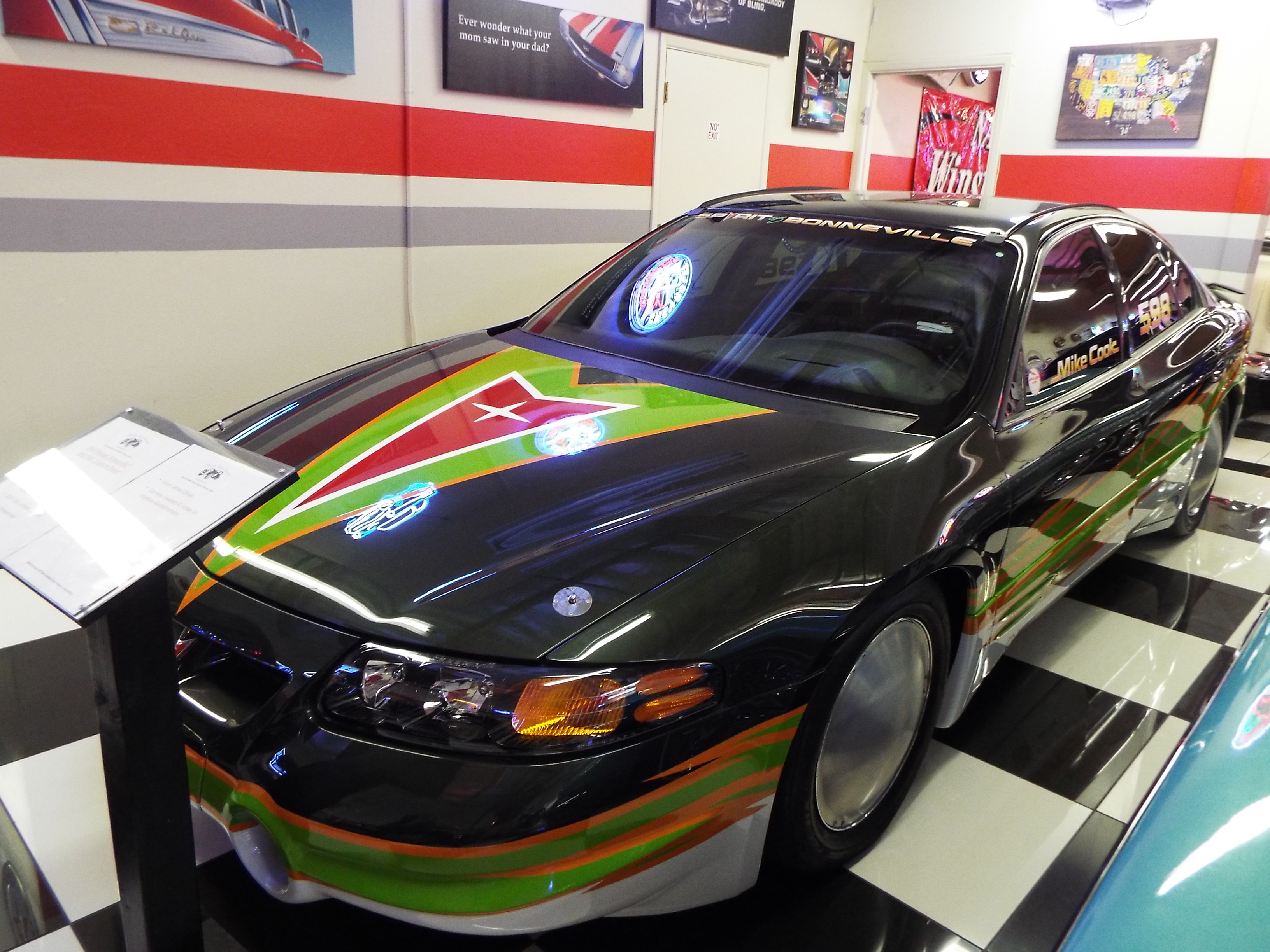
2000 Pontiac Bonneville Salt Flats Custom Racer
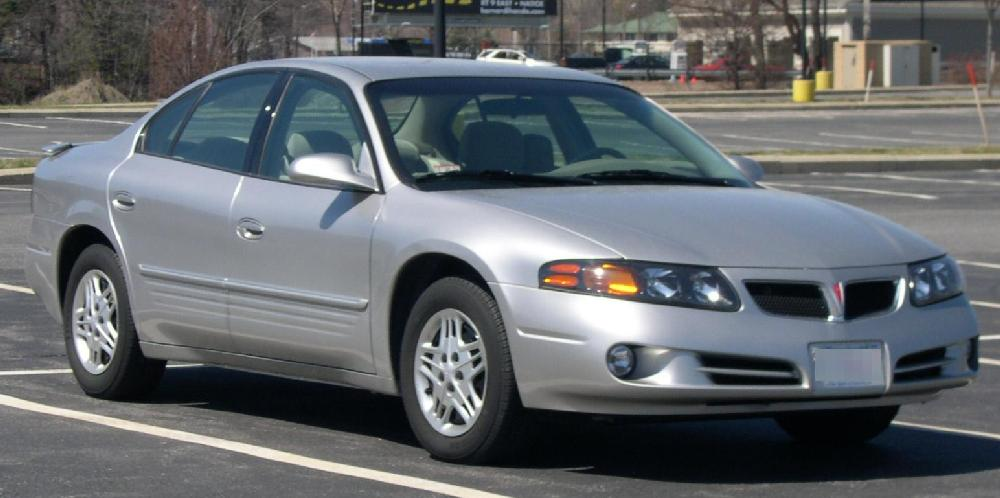
2003 Pontiac Bonneville
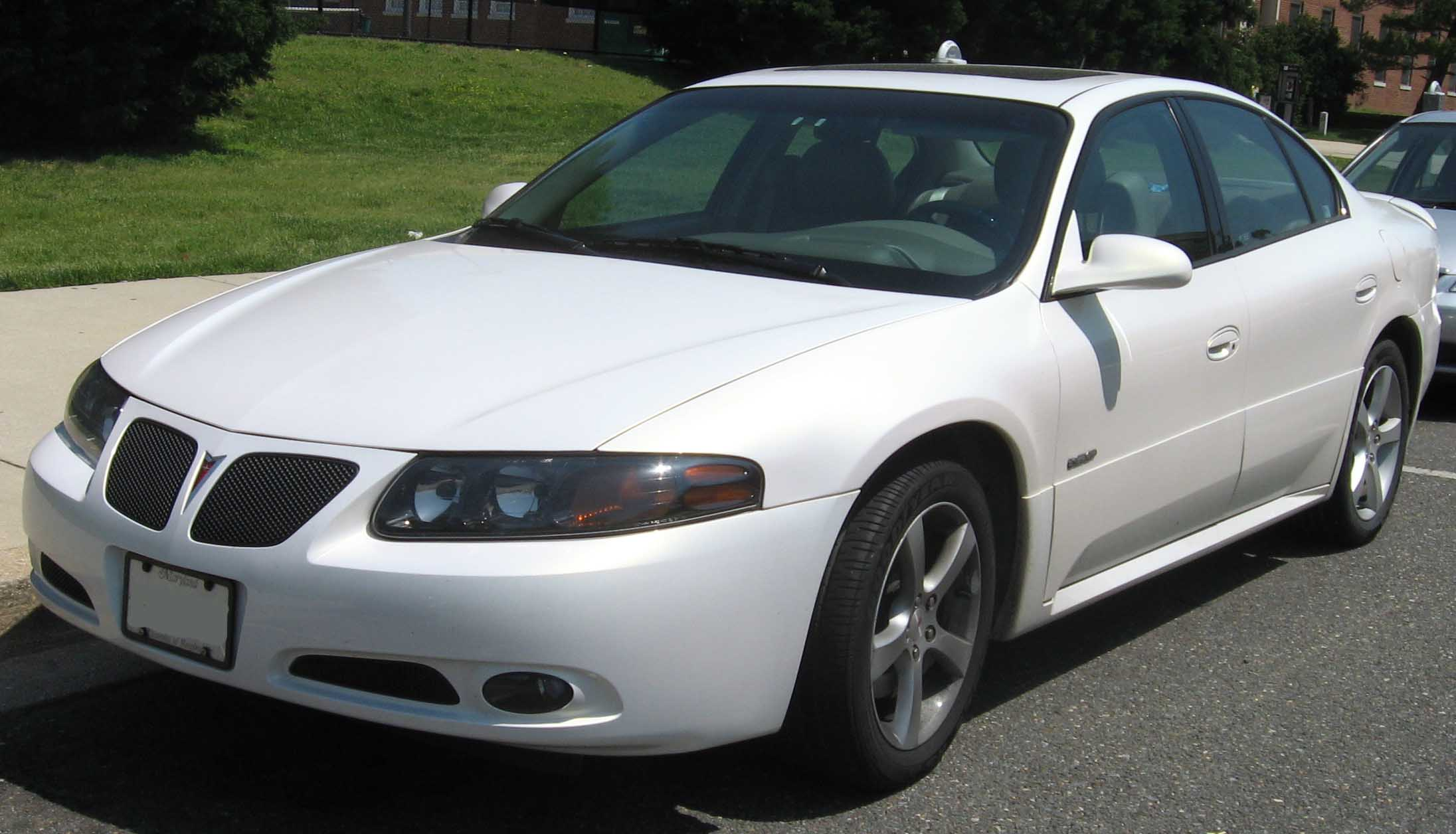
Pontiac Bonneville GXP